# Manuel Azaña
Manuel Azaña Díaz-Gallo (Alcalá de Henares, 10 de enero de 1880-Montauban, 3 de noviembre de 1940) fue un político, escritor y periodista español, presidente del Consejo de Ministros (1931-1933) y presidente de la Segunda República (1936-1939). Destacó por las reformas que implementó durante su gobierno, el llamado bienio social-azañista, y por su papel como presidente de la República durante la guerra civil española.
Perteneciente a la clase media alcalaína, procedía de una familia liberal y tuvo una educación religiosa, factores que formarían su pensamiento republicano, izquierdista y anticlerical. Tras licenciarse en Derecho, Azaña comienza a involucrarse en la vida cultural y política de la Restauración borbónica, abogando por mayores libertades económicas y derechos para los trabajadores, además de colaborar en el Ateneo de Madrid, del que sería presidente. Firme opositor a la generación del 98, es enmarcado como autor dentro de la generación del 14. Colabora con intelectuales como José Ortega y Gasset en proyectos para reformar la vida política española y se une al Partido Reformista. Durante la Primera Guerra Mundial, Azaña hace gala de un sentimiento aliadófilo, y trabaja como corresponsal de guerra en Francia e Italia. Después de varios proyectos literarios y electorales de escaso éxito, crea Acción Republicana en 1926, en plena dictadura de Primo de Rivera. Ese mismo año es galardonado con el Premio Nacional de Literatura por su biografía Vida de Don Juan Valera. Azaña fue uno de los firmantes del pacto de San Sebastián en 1930, hecho que terminó por solidificar el republicanismo como alternativa política. Los conflictos de la Restauración culminan tras las elecciones municipales de abril de 1931 con la abdicación de Alfonso XIII y la proclamación de la Segunda República, cuyo gobierno presidirá Azaña durante unos meses de forma provisional.
Siendo elegido presidente del Gobierno en las elecciones generales de 1931, llevará a cabo reformas educativas, económicas, militares, sociales y estructurales, entre las que destacan la reforma agraria, la reforma militar, la creación de un estatuto de autonomía para Cataluña, y la laicización del Estado. El controvertido carácter de sus reformas, en conjunción con la Sanjurjada y los sucesos de Casas Viejas, llevaron a su dimisión en septiembre de 1933. Pese a ser arrestado tras la revolución de 1934, sin que pudiese ser acusado de ningún delito, Azaña vuelve a la vida política refundando su partido en Izquierda Republicana, el cual formará parte del Frente popular en las elecciones de 1936. Estas devuelven a Azaña a la presidencia del Gobierno, para después ser investido como presidente de la República, sustituyendo a Niceto Alcalá-Zamora, con Santiago Casares Quiroga en la jefatura de Gobierno. Al cabo de unos meses, se produce una sublevación militar que desencadena la guerra civil española. En este período, el papel de Azaña es reducido ante la autoridad que el contexto bélico confiere a las milicias anarquistas y al Partido Comunista. Procuró la intervención franco-británica en el conflicto y una reconciliación nacional, demandada en su discurso Paz, piedad y perdón de 1938.
Una vez que el Gobierno francés abrió paso a civiles y militares por la frontera, en enero y febrero de 1939, Azaña, su familia y sus colaboradores se dirigieron hacia ella. El día 4 de febrero, Negrín le comunicó personalmente que era decisión del Gobierno que se refugiase en la embajada de España en París hasta poder organizar su regreso a Madrid. Azaña, sin embargo, dejó claro que, tras la guerra, no había vuelta posible a España. El día 12 presentó su renuncia el general Rojo y el 18 Negrín le envió un telegrama instándole a que, como presidente, debía volver a España. Azaña, sin embargo, tenía claro que no iba a volver y que presentaría su dimisión en cuanto Francia y el Reino Unido reconociesen al gobierno de Franco, cosa que ocurrió el 27 de febrero. Desde Francia, Azaña envió la carta de dimisión al presidente de las Cortes el 28 de febrero. El 31 de marzo, en una reunión de la Diputación Permanente del Congreso de los Diputados en París, Negrín criticó duramente la decisión de Azaña de no volver a España.

## Biografía

### Infancia y adolescencia

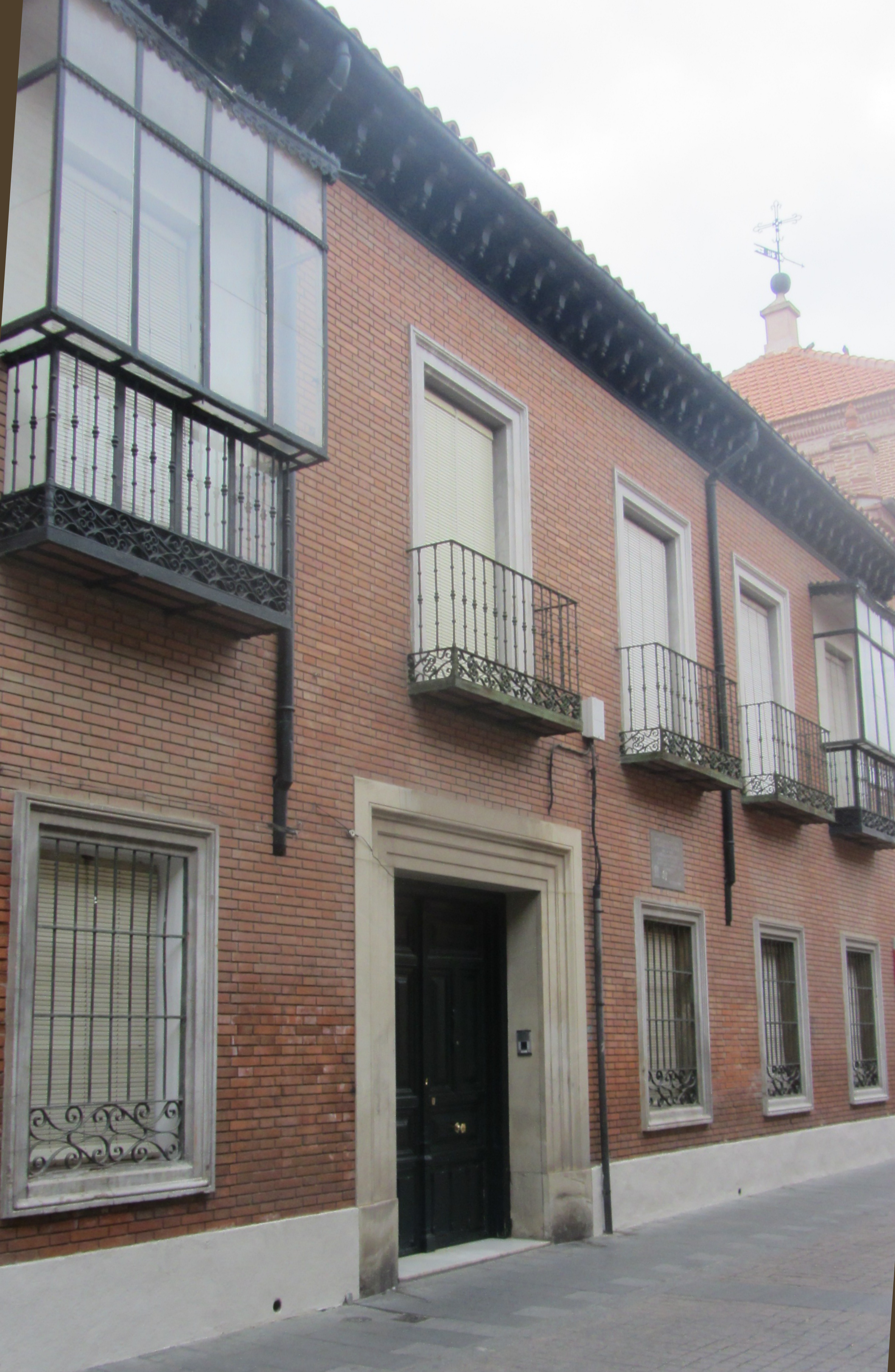
Casa natal de Manuel Azaña en Alcalá de Henares.

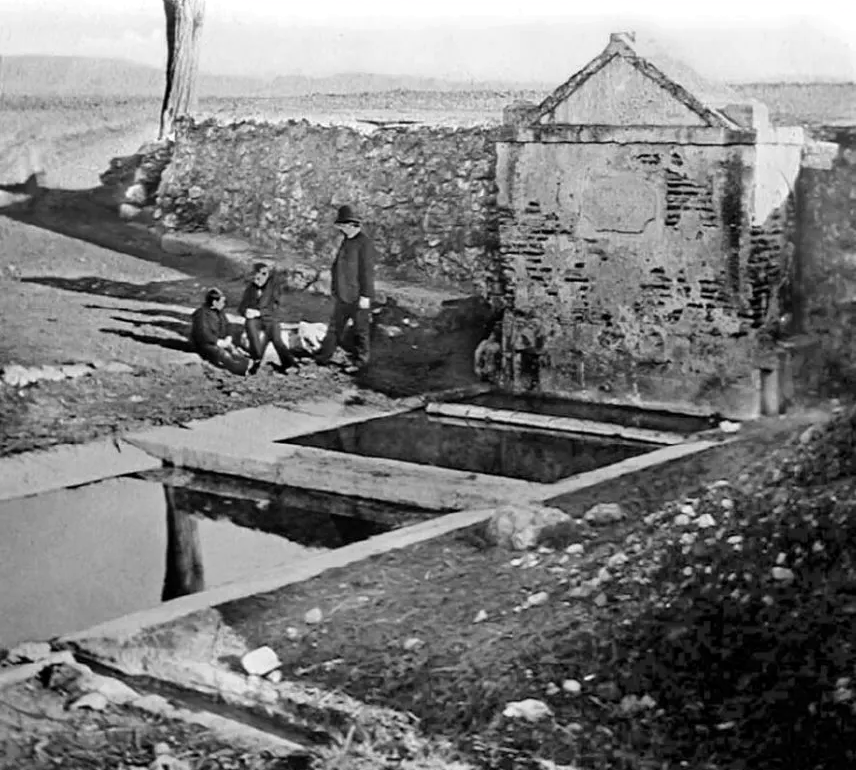
Esteban Azaña y sus hijos Gregorio y Manuel en la Fuente del Juncal de Alcalá de Henares en 1889.

Manuel Azaña nació en una familia de sólida posición económica y con presencia en la política y la vida intelectual de Alcalá de Henares. El nombre completo con el que fue inscrito en el registro civil fue «Manuel María Nicanor Federico Azaña Díaz-Gallo». Sin embargo, años después fue corregido por petición de su abuela, de forma que desapareciese el apellido «Gallo», al considerar que dicho histórico linaje había sido deshonrado por asociarse con el republicanismo. Su padre era Esteban Azaña Catarinéu, propietario, y su madre María Josefina Díaz-Gallo Muguruza, ama de casa. El padre, de familia de notarios y secretarios de Ayuntamiento, se dedicaba también a la política y llegó a ser alcalde de la ciudad; escribió y publicó en 1882 y 1883 una Historia de Alcalá de Henares en dos volúmenes. En cuanto a la familia de su madre, una antigua y notoria casa nobiliaria que se dedicaba al comercio, procedía de la localidad burgalesa de Escalada. Su nombre, Manuel, era el de su abuelo materno Manuel Díaz-Gallo (cuyos apellidos de nacimiento fueron Díaz y Gallo-Alcántara, pariente que era del conde de Liniers), casado con María Josefa Muguruza, su abuela materna. Sus abuelos paternos fueron Gregorio Azaña y Concepción Catarinéu. El padrino de boda de sus padres fue Antonio Cánovas del Castillo.
Manuel fue el segundo de cuatro hermanos (Gregorio, Josefa y Carlos, eran los otros). Además de sus padres, y sobre todo tras la prematura muerte de estos, desempeñaron un papel importante de protectores durante su infancia su tío materno Félix Díaz-Gallo, con cierta influencia sobre Manuel en lo intelectual, y su abuela paterna, Concepción Catarinéu.
Estudió en el Colegio Complutense de San Justo y Pastor hasta el bachillerato, que comenzaría en el curso 1888-1889, haciendo los exámenes en el Instituto Cardenal Cisneros, de Madrid. Era un alumno de notas excelentes, predominando entre sus calificaciones el sobresaliente, aunque finalmente culminaría sus estudios de bachiller con la calificación de aprobado.
El 24 de julio de 1889 falleció su madre; unos meses después, el 10 de enero de 1890, su padre. Manuel y sus hermanos se fueron a vivir a casa de su abuela paterna, Concepción. Allí, con una constante sensación de soledad, realizaría sus primeras lecturas, gracias a los distintos libros acumulados por su abuelo Gregorio:

Siempre, cada vez que evoque su infancia, la misma metáfora: Manuel Azaña se recuerda en los días de su niñez y adolescencia, sobre todo, como un devorador de libros.

Por decisión de su abuela, Manuel realizó sus estudios superiores de Derecho interno en el recién creado Real Colegio Universitario María Cristina de El Escorial. Dado que el colegio carecía de la facultad de expedir títulos de licenciatura, los alumnos debían examinarse por libre en la Universidad de Zaragoza.
Tras tres cursos (el preparatorio y los dos primeros de Derecho), durante el curso 1896-1897 sufrió una crisis religiosa que lo llevó a abandonar el colegio, continuando sus estudios en casa:

No fue hostilidad, tampoco rencor, ni alguna especie de «rebeldía impieteista», como algún fraile ha dictaminado, confundiendo los sentimientos de un joven de dieciséis años que un día dice que no quiere confesarse con los de un ateo militante: fue sencillamente que la religión, en todas las dimensiones en que la había vivido de niño y adolescente, dejó de tener sentido para él.

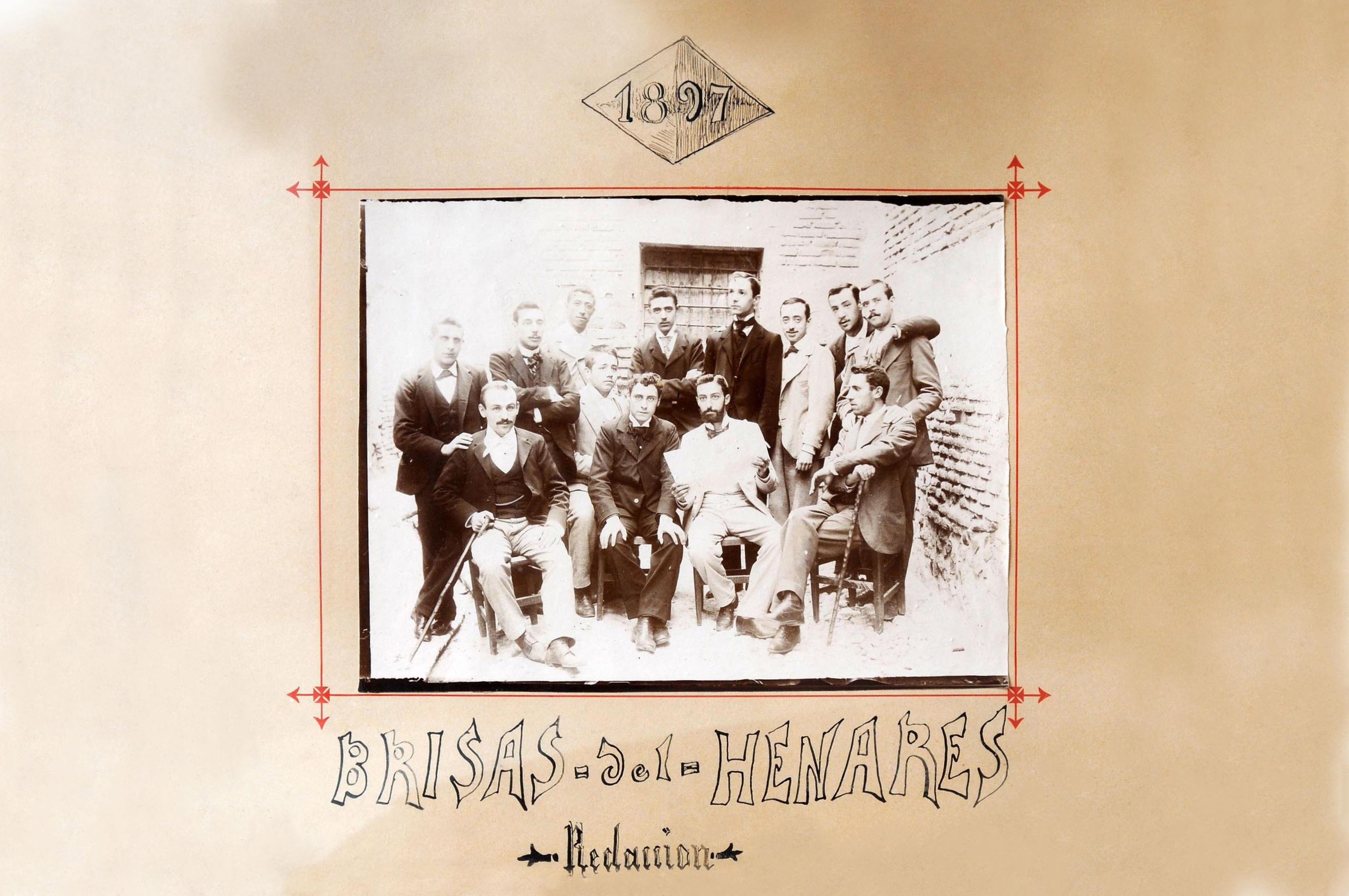
Redacción de la revista Brisas del Henares (1897).

Durante el curso 1897-1898 editó junto a unos amigos la revista Brisas del Henares, en la que publicó diversas crónicas locales.
El 3 de julio de 1898, en la Universidad de Zaragoza, pasó el examen de grado de Licenciatura en Derecho con la calificación de sobresaliente.

### Juventud

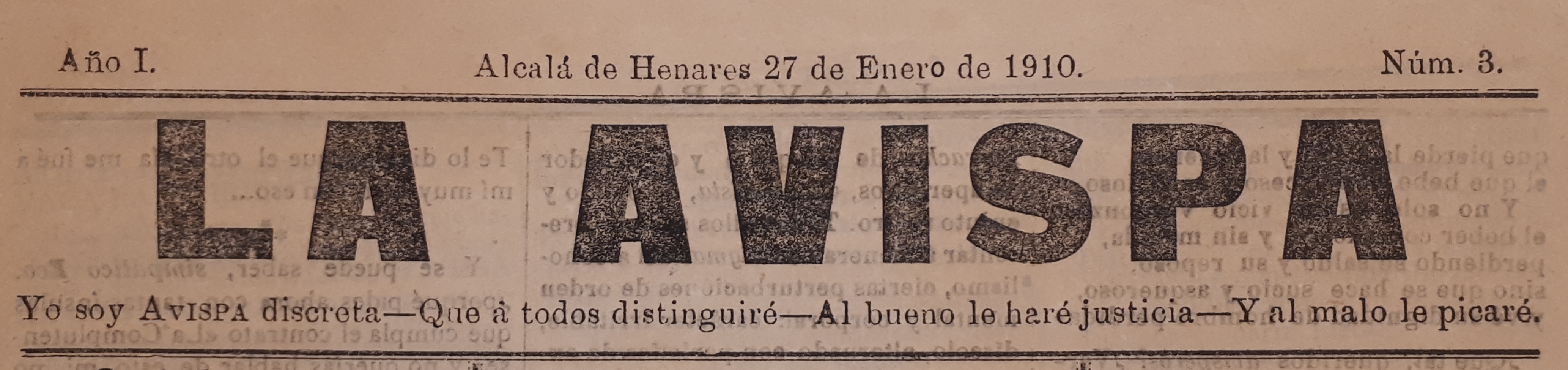
Cabecera de La Avispa, periódico publicado en Alcalá de Henares en 1910.

Se estableció en Madrid en octubre de 1898, con vistas a preparar el curso de doctorado en la Universidad Central. Al tiempo, y gracias a las gestiones de su tío, entró a trabajar como pasante en el bufete del abogado Luis Díaz Cobeña, donde coincidió con Niceto Alcalá-Zamora.
En febrero de 1900 solicitó su admisión en los ejercicios de grado y presentó su tesis, titulada La responsabilidad de las multitudes, el 3 de abril, obteniendo el título de doctor en Derecho con la calificación de sobresaliente. En su tesis, Azaña

establecía que cuando actúa en multitud, el individuo es responsable de sus actos y reconocía que cuando las multitudes alzan la voz amenazando con perturbar el orden es para reclamar algo que casi siempre se les debe en justicia.

Durante esa época, sus lecturas se centran básicamente en obras relacionadas con cuestiones sociales, con el socialismo y con la historia de Francia e Inglaterra.
Desde octubre de 1899 formaba parte como socio de la Academia de Jurisprudencia, donde participaba activamente en diversos debates. En enero de 1902 leyó su memoria sobre La libertad de asociación, en la que abordaba la necesidad de que las órdenes y congregaciones religiosas se regulasen por el Estado, y apelaba al respeto a la libertad de enseñanza para las asociaciones de católicos formadas para ese fin. En otras intervenciones, a propósito de memorias expuestas por distintos socios, Azaña expresó ideas como que lo decisivo para elegir un sistema de gobierno era el grado de aceptación de este, fuese monarquía o república, y la existencia de principios como el respeto a la igualdad entre los ciudadanos, el sufragio universal, la soberanía nacional y las instituciones representativas. En otro caso, apeló a la necesidad de que la ley estableciese una reforma que introdujese una verdadera libertad de mercado, con el reconocimiento de la libertad de asociación del proletariado.
Hacia finales de 1900, Azaña ingresó también en el Ateneo de Madrid, donde expresó frecuentemente su actitud crítica tanto hacia la generación del 98 como hacia el regeneracionismo. Sobre la importancia que esta institución habría de tener en su vida, Giménez Caballero escribió en 1932:

Azaña llegó a ser el Ateneo, y el Ateneo, Azaña. Azaña no se comprendería sin Alcalá y sin El Escorial. Pero mucho menos sin el Ateneo. Alcalá y El Escorial le formaron el carácter. El Ateneo fue el pretexto donde ejercitarlo, la divinidad a quien ofrendarlo.

Por otro lado, desde febrero de 1901 empezó a colaborar, con textos literarios y de crítica teatral, en la revista Gente Vieja, firmando con el seudónimo de Salvador Rodrigo, que ya había utilizado en su adolescencia.
Sin embargo, de imprevisto, en 1903 regresó a Alcalá para hacerse cargo con su hermano Gregorio de los negocios familiares: una finca, una fábrica de ladrillos y tejas, y la Central Eléctrica Complutense. Simultáneamente, retomó su actividad literaria concentrándose en la redacción de una novela autobiográfica, La vocación de Jerónimo Garcés. También volvió a su labor periodística a través de una revista local, La Avispa, fundada por su hermano Gregorio y unos amigos.
Pero el fracaso de los negocios familiares lo llevó a regresar a Madrid y solicitar tomar parte en 1909 en los ejercicios de la oposición a Auxiliares terceros de la Dirección General de los Registros y del Notariado. En junio de 1910 apareció como número uno en la lista de resultados, siendo propuesto para la plaza correspondiente. Tras diversos ascensos naturales dentro del escalafón, en 1929 llegó a ser nombrado Oficial jefe de Sección de segunda clase del Cuerpo Técnico de Letrados del Ministerio de Gracia y Justicia, con un sueldo anual de 11 000 pesetas.

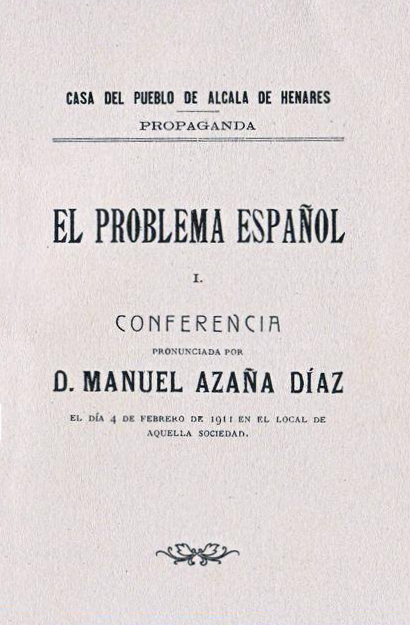
«El problema español» conferencia pronunciada el 4 de febrero de 1911 en la Casa del Pueblo de Alcalá de Henares.

Paralelamente a su tarea como funcionario, Azaña siguió desarrollando una labor intelectual. Así, en 1911 pronunció su primera conferencia política en la Casa del Pueblo de Alcalá de Henares. En ella, afrontó el tema de moda, el problema español, pero en vez de centrarse en la solución que la mayor parte de los intelectuales proponían al respecto, la escuela, Azaña mostró su preocupación por el Estado. Así, en su conferencia afirmó que

el «problema de España» consiste en organizar democráticamente su Estado, única medicina para acabar con el «apartamiento de la vida cultural de Europa» (...). [Y que] para lograrlo, es requisito indispensable liberarlo de los poderes sociales que lo mediatizan (...) por medio de la acción política de ciudadanos conscientes de sus deberes.

Ese mismo año, en dos artículos publicados en La Correspondencia de España, Azaña insistió, enfrentándose críticamente a la generación de Pío Baroja, en la necesidad de una actitud política activa por parte de los ciudadanos para afrontar con garantías la solución al problema de España.
Con la intención de seguir cursos de Derecho civil francés en la Universidad de París, solicitó a la Junta para Ampliación de Estudios e Investigaciones Científicas una pensión por un periodo de seis meses que le fue aceptada a finales de septiembre de 1911. El 24 de noviembre llegó a París y allí, hasta su marcha un año después, desarrolló una intensa actividad intelectual de la que dejó testimonio, además de en notas personales, en diversos artículos enviados bajo el seudónimo de Martín Piñol a La Correspondencia de España. Azaña quedó especialmente impresionado por

la visión de París como obra única de civilización que ha sabido aunar (...) la herencia cristiana con la rehabilitación de la razón.

En otros artículos, abordó la importancia de rehabilitar la funcionalidad de los parlamentos como garantes de la seguridad nacional y el concepto de patria, que Azaña asociaba con cultura y con justicia y libertad encaminadas a un bien común.
En París, además de diversas lecturas y visitas culturales a iglesias y monumentos, asistió a mítines políticos y a múltiples conferencias de temáticas variadas, entre ellas unas dedicadas a la historia de las religiones por Alfred Loisy y otras sobre psiquiatría impartidas por Henri Piéron.
Conoció y se hizo amigo de Luis de Hoyos, de cuya hija Mercedes de quince años llegó a enamorarse.
Tras unos días de septiembre en Bélgica, regresó a España el 28 de octubre de 1912.
En febrero de 1913 entró a formar parte de la junta directiva del Ateneo como secretario primero; la avanzada edad y la gran actividad del presidente, Rafael María de Labra Cadrana, llevaron a Azaña a tener que asumir algunas de las funciones de este, sobre todo desde 1916. Además de revitalizar su biblioteca, Azaña consiguió aclarar determinadas cuestiones económicas que asediaban a la institución.
Simultáneamente, además de recibir clases de alemán, empezó a tomar en serio la idea de escribir un estudio sobre la literatura provocada por el desastre del 98, para lo cual estudió los siglos de la Baja Edad Media, en busca de una explicación de la decadencia española, y entabló un diálogo crítico y polemista con los intelectuales que habían abordado desde finales del siglo XIX la cuestión de ese desastre. Como consecuencia de estas indagaciones, Azaña elaboró un concepto personal de patria en el que niega su existencia medieval (aunque, paradójicamente, buscase en ese periodo a sus padres verdaderos) y que identifica con «la igualdad de los ciudadanos ante la ley; es decir, es democrática.»
Por esas fechas, su amistad con Cipriano de Rivas Cherif se consolidó definitivamente.

### Madurez e inicios de su actividad política
A mediados de octubre de 1913, junto con otros jóvenes de la nueva generación intelectual de España y la compañía de José Ortega y Gasset, respaldó con su firma, la primera, un denominado «Prospecto de la Liga de Educación Política de España», que clamaba por:

la organización de una minoría encargada de la educación política de las masas, vincular la suerte de España al avance del liberalismo y al proyecto de nacionalización, [y] agruparse con el propósito de ejercer algún tipo de actuación política que abriera, sin salir de la monarquía, las puertas a la democracia.

Políticamente, el manifiesto suponía un apoyo explícito al Partido Reformista presidido por Melquíades Álvarez, al que muchos de ellos, entre ellos Azaña, se afiliaron inmediatamente.
En su primer discurso como afiliado, en diciembre de 1913, Azaña reivindicó, una vez más, la democracia parlamentaria, la necesidad de un Estado laico y soberano, atento a la justicia social y a la cultura, y la imperiosa necesidad de acabar con el caciquismo; por lo demás, rechazó la posibilidad de que su partido pudiese acometer tal empresa con la ayuda de socialistas, republicanos o liberales.
A pesar de sus deseos de presentarse como candidato por el distrito de Alcalá en las elecciones del 8 de marzo de 1914, finalmente no lo hizo, pues estimó que podría provocar problemas en su pueblo por la división política existente. Por lo demás, los malos resultados electorales del partido y la presencia en él de un porcentaje mayor de intelectuales que de políticos, terminó por hacer languidecer a la formación durante un tiempo, mientras se consolidaba el debate sobre si la formación debía aproximarse al Partido Liberal del conde de Romanones, algo que Azaña rechazaba frontalmente.
El comienzo de la Primera Guerra Mundial llevó a Azaña a posicionarse a favor de los aliados y a desarrollar algunas actividades de apoyo moral a estos. Puso a disposición de diversos intelectuales franceses la tribuna del Ateneo, respaldó un «Manifiesto de adhesión a las Naciones Aliadas» (publicado en España el 9 de julio de 1915) y realizó en octubre de 1916 una visita a Francia con un grupo de intelectuales españoles, que incluyó un acercamiento al frente. Al lado de su admiración por la fuerza cívica demostrada por los franceses durante la guerra, Azaña expresó también su repulsa, lejos de toda mitificación, de los horrores provocados por esta.
La polémica entre proaliados y germanófilos, permanente a lo largo del conflicto, se recrudeció cuando los primeros decidieron criticar explícitamente a los segundos. Así, el mismo semanario España publicó un manifiesto redactado por una llamada Liga Antigermanófila, que Azaña firmó. Como apoyo intelectual al movimiento, pronunció también una conferencia en el Ateneo con el título de «Los motivos de la germanofilia», donde incidía en la idea de que la neutralidad de España en la Gran Guerra tenía como motivo real la carencia de medios militares del país; por lo demás, explicando la valerosa resistencia de los franceses, reiteraba su principio de que el patriotismo estaba directamente vinculado a la virtud cívica, el móvil ideal de los ciudadanos como miembros de una sociedad política.
En septiembre de 1917, Azaña realizó un viaje a Italia junto a Unamuno, Américo Castro y Santiago Rusiñol para visitar los frentes de guerra; en noviembre de ese mismo año, viajó de nuevo a Francia con el mismo objetivo.
A su vuelta, y desde enero de 1918, inició un ciclo de conferencias en el Ateneo sobre «La política militar de la República francesa», tema que le venía ocupando desde hacía tiempo y que, finalmente, terminaría concretándose en un proyecto de obra en tres volúmenes sobre Francia del que solo llegaría a publicarse el primero, precisamente sobre esa cuestión militar.
La tesis de Azaña era que

la sociedad moderna se funda en un contrato en el que los individuos aceptan alienar una parte de su libertad en pro de la formación de la colectividad; el Ejército nacional es una de las instituciones que actualizan ese pacto, y la que con mayor gravedad lo hace. En defensa de la nación, los ciudadanos, sin distinción de clases, han de estar dispuestos a dar no ya unos años de su vida, sino su vida entera si es necesario.

Por lo demás, Azaña entendía que el Estado moderno crea la nación, pero, al tiempo, como sistema opuesto al característico de las sociedades premodernas, crea también al individuo, dotado de derechos inalienables que le permiten, a su vez, defenderse del Estado.
Como consecuencia de esta dedicación al tema militar, fue el encargado en el Partido Reformista de desarrollar la parte ideológica del mismo sobre Guerra y Marina; básicamente, Azaña propuso alejar al ejército de la política, reducir el número de oficiales o, al menos, impedir su crecimiento y reducir el tiempo del servicio militar.
Mantuvo al tiempo su incipiente interés por la política y se presentó como candidato a las elecciones generales del 24 de febrero por el distrito de El Puente del Arzobispo; asumiendo la necesidad de la unidad, apelaba en sus charlas con los ciudadanos a la unión de las izquierdas e insistía en transmitir su idea de patria como cualidad de hombres libres. También, realizó en estos primeros mítines sus primeros ataques directos a la Corona y unas primeras referencias a la posibilidad de una revolución, por la fuerza si fuese necesario, para cambiar el statu quo de la realidad española. Consiguió 4139 votos, que no fueron suficientes para convertirle en diputado.
En mayo de 1919, en un mitin convocado por el Partido Reformista para denunciar la entrega del decreto de disolución de las Cortes al gobierno de Antonio Maura, Azaña participó con un discurso en el que habló del hundimiento de sus esperanzas liberales, asociando el liberalismo con los derechos de los trabajadores como individuos. El mitin alejó definitivamente a los reformistas de cualquier esperanza de reforma del régimen establecido y los acercó a las izquierdas, especialmente a los reclamos de los socialistas.
Simultáneamente a lo anterior, junto a varios intelectuales republicanos, socialistas y reformistas, participó en la creación de la Unión Democrática Española para la Liga de la Sociedad de Naciones Libres, que reclamaba una democracia plena para España. Las buenas relaciones entre los políticos de esas facciones se consolidaron aún más con una serie de conferencias (titulada «El actual momento político») que, con motivo de la crisis política española de finales de los años veinte, se desarrollaron en el Ateneo desde abril de 1919.
Entre octubre de 1919 y abril de 1920 vivió en París junto a su amigo Rivas Cherif, y trabajó como enviado especial del diario El Fígaro enviando artículos sobre la situación política en Francia tras la guerra y sobre la crítica a esa guerra.
A principios de año, rompió sus relaciones con el Ateneo dimitiendo como secretario, en lo que sería un indicio de unas nuevas inquietudes intelectuales que se verían materializadas con la fundación, junto a Rivas Cherif, de una revista literaria que contaría con el mecenazgo del arquitecto Amós Salvador. Así, en junio de 1920 salió a la calle La Pluma, Revista Literaria. Azaña, en sus colaboraciones, tocó los más variados registros, desde el folletón a la crítica literaria, pasando por el ensayo político.
En 1923 fue encargado de reflotar la revista España, para lo cual hubo que sacrificar a La Pluma. Azaña incrementó su colaboración política y reflejó sus impresiones sobre los derroteros del Partido Reformista, que en diciembre de 1922 había situado a uno de sus miembros, José Manuel Pedregal, como ministro de Hacienda, y dirigió con mayor insistencia sus críticas a la dependencia del gobierno de militares e Iglesia.
En abril de 1923 repitió su candidatura al Congreso por el distrito de El Puente del Arzobispo, obteniendo unos resultados similares a la vez anterior.

### La reacción ante el golpe de Estado de Primo de Rivera
El golpe de Estado de Miguel Primo de Rivera fue un momento crítico en su evolución política. En primer lugar, lo llevó a romper con el Partido Reformista porque entendió que su base doctrinal y moral era insuficiente para hacer frente a la situación política de España. Básicamente, Azaña entendió que el partido se había fundado para democratizar la monarquía, conservando su forma y su prestigio histórico, pero en modo alguno su arbitrariedad inherente, por lo que su aceptación del golpe podía considerarse una traición sencillamente imperdonable y un fracaso en la línea del partido que no supo ver la imposibilidad de confiar en la monarquía. Derivado de lo anterior, en segundo lugar, Azaña rompió también con la monarquía. Y en tercer lugar, se alejó definitivamente de muchas de las figuras del 98 y del regeneracionismo, que tomaron la Dictadura como una oportunidad para romper con el régimen anterior, algo que para Azaña era impensable.
Como consecuencia de todo ello, Azaña terminó por identificar la democracia con la república y postuló como base para intentar alcanzarla la unión de republicanos y socialistas. Así, emplazó a Julián Besteiro y a Fernando de los Ríos a simbolizar ese nuevo movimiento de acción política

capaz de oponer al bloque avasallador de las fuerzas oscurantistas coligadas, la resistencia primero, la contraofensiva después, de la voluntad liberal latente so la mentida resignación del país.

Cerrada la revista España por la censura, en mayo de 1924 terminó de redactar un manifiesto titulado Apelación a la República que, finalmente, tras numerosas negativas por parte de amigos y compañeros para facilitar su distribución, se publicó en La Coruña de forma clandestina. El núcleo del manifiesto era la idea de que la monarquía era lo mismo que absolutismo, y que la democracia solo era posible en la república; por lo demás, abrió las puertas a una gran alianza política en la que los integrantes solo deberían confirmar su aceptación de lo anterior, esto es, solo deberían reconocer su esencia liberal en el sentido más elemental del término: el individuo como sujeto de derechos y la nación como marco donde el hombre libre cumple sus destinos. Azaña ideó, pues, una acción republicana en la que fuesen de la mano el proletariado y la burguesía liberal. El manifiesto no tuvo grandes adhesiones.
Anulada cualquier posible iniciativa por el control de la dictadura, Azaña se refugió en su afición a escribir y empezó a participar en una especie de tertulia clandestina que se celebraba en el laboratorio que el farmacéutico José Giral tenía en la calle de Atocha en Madrid. Allí empezó a trabajar de una forma más activa en la preparación de la república, algo que se materializó en un nuevo manifiesto escrito en mayo de 1925. Ideológicamente, este manifiesto reiteraba lo dicho en la Apelación, pero incorporaba la novedad de que se conformaba como el germen o la materialización de un grupo político constituido a finales de 1925 por los miembros de esa tertulia que se denominó, en principio, Grupo de Acción Republicana o Grupo de Acción Política. La denominación respondía al deseo de no verse confundidos con los partidos políticos tradicionales y abrirse paso como posible punto de unión entre ellos, según la idea de alianza liberal enunciada por Azaña en sus manifiestos. En este sentido, una de sus primeras aproximaciones la realizaron al Partido Republicano Radical de Alejandro Lerroux. Así surgió la plataforma Alianza Republicana en la que también se integraron el Partido Republicano Federal, representado por Manuel Hilario Ayuso, y por el Partit Republicà Català (Partido Republicano Catalán) representado por Marcelino Domingo.
Con motivo de la celebración del aniversario de la Primera República, el 11 de febrero de 1926 marcó el inicio oficial de las actividades de la Alianza Republicana. En su «Manifiesto al país», se presentó como un punto de articulación para el republicanismo; además, reivindicaba una ordenación federativa del Estado, atención a la educación, medidas de reforma agraria y de legislación social, etc.
Con todo, la dictadura, reforzada por la calma en Marruecos, anulaba cualquier iniciativa pública de cariz político. Hacia 1926 las relaciones con Lerroux quedaron fijadas y Azaña participó en casa de este en las reuniones de la junta interina de Alianza; también, en varias ocasiones se involucró en proyectos de insurrección militar contra la dictadura.
Azaña hubo de refugiarse frecuentemente en su actividad de escritor. En 1926 fue galardonado con un Premio Nacional de Literatura por su Vida de don Juan Valera, que finalmente no publicaría. Volvió también a su reflexión sobre la relación entre las ideas del grupo del 98 y la dictadura, y sometió a una fuerte crítica al Idearium español de Ángel Ganivet. Igualmente, sometió a análisis la revolución de los comuneros, en la que vio un antecedente de las revoluciones del tercer estado, que quedaría desde entonces enfrentada a la monarquía y la nobleza. Reforzaba así su idea de la necesidad de unión política entre la burguesía y la clase obrera para, desengañado ya de la posible evolución, retomar la vieja idea desechada en el pasado de que el camino era la revolución que acabase con el poder de la alianza entre la Corona y la oligarquía.
En 1927 publicó El jardín de los frailes, narración con componentes autobiográficos, que fue bien recibida por la crítica en general. El drama que describe en ella es el de la constitución del individuo, en el que la enseñanza recibida es sometida a una fortísima crítica. Se dedicó también con especial interés al teatro, representándose en 1928 su obra La Corona.
En cuanto a su vida privada, el 27 de febrero de 1929 se casó con María Dolores de Rivas Cherif en San Jerónimo el Real de Madrid.

### El liderazgo republicano
En enero de 1930, la retirada de Primo de Rivera provocó un revulsivo en la situación, haciendo que el sentimiento republicano se reactivase. Así, el 8 de febrero se presentó públicamente el Grupo de Acción Republicana y Azaña retomó su idea de una gran coalición de fuerzas políticas unidas por su actitud pro-república. Y subrayó que la república

cobijará sin duda a todos los españoles; a todos les ofrecerá justicia y libertad; pero no será una monarquía sin rey: tendrá que ser una República republicana, pensada por los republicanos, gobernada y dirigida según la voluntad de los republicanos.

Simultáneamente, Azaña hubo de abordar también el problema catalán; desde su punto de vista, aunque no concebía una separación, reconoció que, de darse la voluntad por parte de Cataluña de separarse de España, habría que permitirlo.
En junio se hizo con la presidencia del Ateneo, y lo puso al servicio de la movilización republicana, en la que estaba metido de lleno con el objetivo inmediato de conseguir un frente unido. Así, logró primero un pacto entre la Alianza y el Partido Radical Socialista, y poco después otro con los partidos Radical Socialista y Federal y la Federación Republicana Gallega. Al tiempo, con el auspicio de Miguel Maura se consiguió formar una Derecha Liberal Republicana con jóvenes ex monárquicos.
El domingo 28 de septiembre de 1930 se celebró un multitudinario mitin republicano en la plaza de toros de Las Ventas de Madrid. Entre otros, habló Azaña, que saludó a los asistentes como manifestación de la voluntad nacional y los identificó con unas Cortes espontáneas de la revolución popular, repitiendo su vieja idea de la importancia de los individuos en la conformación de la República e insistiendo en lo ineludible de la revolución popular para conseguir el cambio del statu quo:

Seamos hombres, decididos a conquistar el rango de ciudadanos o a perecer en el empeño. Y un día os alzaréis a este grito que resume mi pensamiento: ¡Abajo los tiranos!

Finalmente, quedó constituida la Alianza Republicana, con presencia de los radicales de Lerroux y de los de la Acción azañista. En octubre se invitó a los socialistas a integrarse en la alianza, que estaban divididos al respecto entre los contrarios como Besteiro, y los favorables como Largo Caballero. Teniendo en mente una inmediata insurrección, Azaña y Alcalá-Zamora les pidieron que el pueblo trabajador acompañase al ejército cuanto el levantamiento se produjese, para que los militares, el pueblo y la clase media fuesen sus protagonistas, y no solo el ejército. Los socialistas aceptaron a cambio de dos puestos en el comité revolucionario de la Alianza.
En ulteriores reuniones, se decidió que para el día del levantamiento se decretase una huelga general en toda España, se preparó un manifiesto que habría de difundirse previamente, llamando a la revolución (justificada por ellos en tanto que el estado de España era de tiranía) y se diseñó el Gobierno Provisional que habría de asumir el poder, en el cual Azaña se encargaría del Ministerio de Guerra.
El 15 de diciembre de 1930, día proyectado para la insurrección, los acontecimientos se torcieron y los principales líderes republicanos fueron detenidos. Azaña consiguió esconderse en casa de su suegro, donde durante casi un mes se dedicó a escribir su novela Fresdeval, en la que fabula la historia de su familia en la Alcalá de Henares del siglo XIX y expone su crítica a los liberales por no haber sabido aprovechar la Guerra de la Independencia para fundar la nación.

### La Segunda República Española y la Guerra Civil

#### La proclamación de la Segunda República

Bandera de la Segunda República Española

Aún escondido, Azaña continuó vigilando el desarrollo de los acontecimientos. Intentó apoyar la validez, siquiera provisional, del gobierno diseñado el 15 de diciembre y, ya en vísperas de las elecciones municipales que lo precipitarían todo, concedió el sentido de plebiscito a estas y avanzó la posibilidad de una manifestación de la voluntad popular que, sin el impedimento del ejército, constituiría una suerte de «alzamiento nacional». Por fin, el día 12 de abril de 1931 la coalición republicano-socialista triunfó en las elecciones municipales en las capitales y principales poblaciones. Ante el entusiasmo de la población en Madrid, que salió a la calle, Azaña fue recogido de la casa donde estaba escondido por sus compañeros y se dirigió junto a ellos hasta la Puerta del Sol, para asomarse posteriormente al balcón del Ministerio de la Gobernación.
Esa misma noche, acompañado por el capitán de artillería Arturo Menéndez, se presentó en el Palacio de Buenavista, donde se encontró con el subsecretario del Ministerio del Ejército, general Enrique Ruiz-Fornells. Se hizo cargo del Ministerio y así se lo comunicó a todas las guarniciones militares, a las que pidió patriotismo y disciplina; posteriormente, mediante decreto, estableció la obligación de todos los miembros del estamento militar de prometer su adhesión y fidelidad a la República, quedando sin efecto el hecho a las instituciones en ese momento ya desaparecidas. Con el decreto conocido como de retiros o ley Azaña, inició un proceso de reducción de efectivos militares. En general, la intelectualidad elogió esas medidas, pero causó malestar en altas jerarquías militares.
Como consecuencia de la llegada de la República, y con vistas a las inminentes elecciones de Cortes Constituyentes, el Grupo de Acción Republicana, se convirtió en partido político, decidiéndose por una orientación izquierdista. A lo largo de su primera Asamblea nacional, celebrada a finales de mayo, perfilaron su programa político cuidándose mucho de mantener una posición intermedia entre los socialistas y los radicales de Lerroux. En el mitin inaugural de la campaña, en Valencia en junio, Azaña reiteró el objetivo de romper radicalmente con el pasado y de reconstruir el país y el Estado, para lo cual se hacía necesario triturar al caciquismo.
En las elecciones del 28 de junio, Acción Republicana consiguió 21 diputados. Su maniobra consiguiente fue intentar no quedar subordinado a Lerroux ni romper con los socialistas, reforzando la Alianza y sosteniendo para su partido una posición izquierdista, que quedaría plenamente definida en su segunda Asamblea nacional, celebrada en septiembre, quedando Azaña como presidente. Allí, en el discurso de clausura, subrayó la necesidad de que la República penetrase en todos los órganos del Estado, y apuntó de forma explícita al ámbito educativo, en concreto a los colegios controlados por órdenes religiosas.
Sobre este asunto versó uno de los momentos críticos en la elaboración del proyecto de Constitución, cuando se discutió el artículo 24 (luego sería el 26). En principio, además de sancionar el sometimiento de las religiones, en tanto que asociaciones, al Estado, el artículo establecía la disolución de las congregaciones religiosas y la nacionalización de todos sus bienes. Tanto la jerarquía católica como varios políticos, entre ellos Alcalá Zamora (presidente de la República), reaccionaron negativamente, por lo que se hizo necesario una reformulación del artículo para no bloquear la formación del gobierno. Azaña, con el temor de que tanto Alcalá Zamora como Maura e, incluso, Lerroux, se desvinculasen del gobierno dejando a este exclusivamente en manos de la izquierda, decidió apoyar esa nueva redacción, en la que se suavizaban los elementos más conflictivos: se disolverían solo las órdenes con voto especial de obediencia a una autoridad que no fuese el Estado (los jesuitas) y se prohibiría el ejercicio de la educación, la industria y el comercio para el resto.
El día 13 de octubre hubo de pronunciar un discurso en el congreso con el objeto de hacer reflexionar a los más izquierdistas sobre la conveniencia de aceptar la nueva redacción del artículo. El no incorporar la disolución de todas las órdenes religiosas centraba en sus justos términos lo que, en sus palabras, era el mal llamado problema religioso, pues este

«no puede exceder de los límites de la conciencia personal»; es un problema político, de constitución del Estado. Se trata de organizar el Estado de acuerdo con una premisa que la proclamación de la República convierte en axioma: «España ha dejado de ser católica».

Así, pues, Azaña expuso su idea de que el tronco central de la cultura española ya no era católico, y que no había vuelta atrás. Su idea era que había que sustituir esa religión nacional por otra de carácter laico. De ahí que para Azaña fuese suficiente con la prohibición a las órdenes religiosas de enseñar y con reclamar la libertad de conciencia para los ciudadanos.
De todo lo anterior, se derivó el hecho de que entre abril y octubre Azaña había reformado por completo la política militar y religiosa de España. El impacto emocional de todas esas semanas sobre Azaña lo resumió el mismo con una frase: parecía estar presenciando lo que le sucede a otro.
Por lo demás, a medida que avanzaban las semanas, la dificultad para formar gobierno hacía que las miradas se dirigiesen hacia Azaña como posible presidente. La votación favorable al nuevo artículo sobre la cuestión religiosa provocó la dimisión de Alcalá Zamora. Maura, que también había dimitido del gobierno, apuntó a que solo había dos posibilidades de sustitución: o Lerroux o Azaña. Lerroux desechó su candidatura y señaló que Azaña era el hombre ideal, en tanto representaba a un partido minoritario que podía servir de puente entre los mayoritarios.

#### Presidente del Gobierno

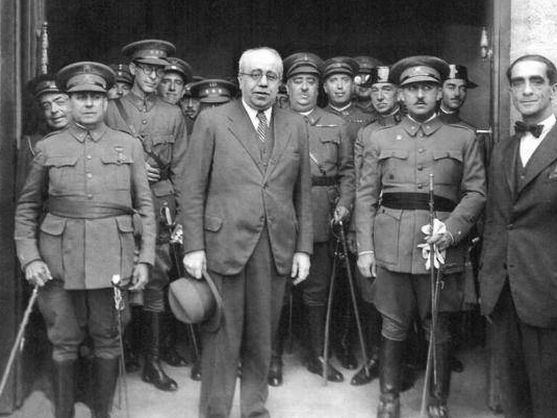
Manuel Azaña reunido con un grupo de militares, entre los que se encuentra Francisco Franco (a la derecha).

Sustituyó, por tanto, a Niceto Alcalá-Zamora como presidente del Segundo Gobierno Provisional de la Segunda República Española (en octubre del mismo 1931).
Los objetivos inmediatos fueron la aprobación de la Constitución y de los presupuestos de la República, y la elaboración de la Ley Agraria. Además, sacó adelante una Ley de Defensa con la intención de dotar de facultades extraordinarias al gobierno en caso de necesidad, y promulgó un decreto para reducir considerablemente las plantillas de funcionarios. Una vez aprobada la Constitución, recuperó a Alcalá Zamora para la presidencia de la República, con lo que incorporó a la derecha liberal católica como fuerza participante en la dirección del país. En diciembre, consiguió que Alianza Republicana aceptase definitivamente la coalición con los socialistas para el gobierno, lo que provocó la retirada inmediata de Lerroux. A continuación, Azaña presentó la dimisión del gobierno ante Alcalá Zamora y dejó en sus manos la solución de la crisis. El presidente de la República, asesorado por Besteiro y el mismo Lerroux, encargó de nuevo la tarea de formar gobierno a Azaña, quien en principio intentó repetir el equilibrio de fuerzas anterior. Sin embargo, Lerroux terminó por negarse sobre la base de su incompatibilidad con los socialistas, y con la probable intención de que un gobierno de ese tipo le pudiese abrir las puertas a la presidencia del mismo unos meses después. Azaña volvió otra vez a poner su cargo a disposición de Alcalá Zamora, pero este lo confirmó en el mismo.
El 17 de diciembre pudo, por fin, presentar un programa que se reveló como muy ambicioso, y que tenía como puntos más sobresalientes la Ley de Reforma Agraria, la incorporación de los sindicatos a las negociaciones laborales, la Ley de Confesiones y Congregaciones Religiosas, el Estatuto de Autonomía de Cataluña, una reforma educativa con el objetivo de universalizar la enseñanza primaria, la introducción del divorcio, la reforma del Código Civil, la equiparación de derechos entre hombres y mujeres, terminar con la reforma militar, etc. Tuvo tiempo, además, para estrenar su drama La Corona en Barcelona, el 19 de diciembre. Dos graves problemas sociales tuvo que afrontar a comienzos de 1932: una huelga general convocada por la Federación de Trabajadores de la Tierra (de la UGT) que tuvo como resultado varias muertes, tanto por parte de la Guardia Civil como de manifestantes, y la proclamación del comunismo libertario en la cuenca del Llobregat. En ambos casos, justificó el uso de la fuerza militar como única forma, no de controlar las huelgas, sino de reconducir un orden que había sido violentamente quebrado. En este sentido, puso el límite de lo asumible por el gobierno en lo marcado por la Constitución.

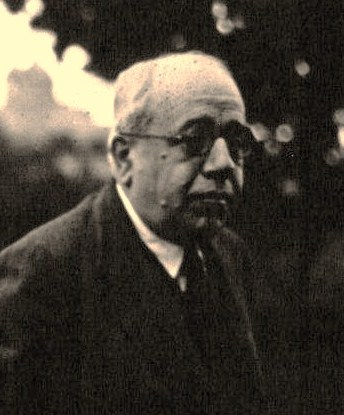
Azaña en 1932.

El 2 de febrero, Azaña fue iniciado en la masonería, en un acto (tras el que no habría de volver a pisar una logia masónica) de intencionalidad política encaminado a facilitar sus relaciones con el Partido Radical (la Logia Matritense, donde se desarrolló la ceremonia, era lerrouxista) que se empezaba a oponer con rotundidad a su gobierno. Por otro lado, desde la presidencia del gobierno Azaña hubo también de afrontar el desarrollo de, al menos, tres conspiraciones contra la República. En primer lugar, una promovida por el rey, Alfonso XIII  con el objeto de devolverle al trono; después, otra llevada a cabo por elementos monárquicos afectos al infante Don Juan que buscaban la abdicación de Alfonso; y, en tercer lugar, una de tipo militar (simultaneada por las continuas quejas por parte de jefes y oficiales del ejército), liderada por los generales Barrera y Cavalcanti, que habría ido gestándose desde mediados de 1931. Finalmente, la noche del 9 al 10 de agosto de 1932 estalló otra conspiración, también liderada por el general Barrera y acompañado en esta ocasión por el general Sanjurjo, que Azaña consiguió parar apenas con la ayuda de la Guardia Civil.
Aunque el golpe resultó más complicado en Sevilla, la resolución favorable al gobierno terminó por reforzar a este. Azaña, para aprovechar el momento, realizó un viaje que lo llevó por numerosas ciudades, entre ellas Barcelona, en la que como artífice del Estatuto de Autonomía fue recibido en septiembre en olor de multitudes. Con todo, recordó, una vez más, que los destinos de Cataluña y España estaban unidos en la República.
Apenas un año después, el invierno de 1932 a 1933 supuso el declive de la labor de Azaña al frente del gobierno. Los sucesos de Casas Viejas, Castilblanco y Arnedo sirvieron de pretexto para respaldar una ofensiva política del centro-derecha lerrouxista (que criticó el fracaso económico, social y político, y echó parte de las culpas a la coalición con los socialistas) y de la derecha de Miguel Maura, que finalmente motivaría la destitución de Azaña, el 8 de septiembre de 1933, por parte del presidente Alcalá-Zamora. Por lo demás, en marzo de ese año había aparecido el catolicismo como fuerza política bajo el nombre de Confederación Española de Derechas Autónomas, liderada por el joven abogado salamantino José María Gil-Robles. Azaña y los partidos republicanos minimizaron su relevancia y su capacidad de aglutinar a amplios sectores de la sociedad española, sobre la base de un concepto idealista de la República en el que el pueblo ya no pertenecía a nadie en particular. Los resultados municipales del 23 de abril de 1933 dieron a esta nueva derecha un espacio decisivo en el panorama político español, en el que los republicanos cada vez estaban más desunidos.
Con todo, Azaña, incluso en el momento álgido de las críticas (febrero), mantuvo su valoración positiva de su política y su relación con los socialistas, a los que consideraba imprescindibles para la creación de lo que denominaba el nuevo orden republicano; especialmente, reforzó sus lazos con Indalecio Prieto, con quien había establecido no solo una relación personal, sino «un acuerdo completo sobre estrategias y táctica política.» El 8 de junio, en plena crisis por el asunto religioso, y con la mayor parte de la prensa y de la intelectualidad en su contra, Azaña dimitió, aunque se le hubo de encomendar nuevamente la formación de gobierno. Intentó incorporar, otra vez, a los radicales de Lerroux, pero Martínez Barrio lo impidió al mantener Azaña a los socialistas en el gobierno.
Sin embargo, el nuevo gobierno no duró mucho: no solo las relaciones entre Alcalá-Zamora y Azaña habían quedado seriamente dañadas tras la aprobación de la Ley de Confesiones, sino que la división entre socialistas y republicanos aumentó; así las cosas, el presidente de la República retiró su confianza a Azaña el 7 de septiembre y le encargó la tarea de formar gobierno a Alejandro Lerroux.

#### En la oposición
Acción Republicana aportó al mismo la figura de Claudio Sánchez Albornoz para el Ministerio de Estado, colaboración que los socialistas criticaron hasta el punto de provocar su ruptura definitiva con los republicanos. Finalmente, como Lerroux no consiguió el respaldo parlamentario (tras el debate que Azaña denominaría «de los enojos»), Alcalá-Zamora se lo encomendó a Martínez Barrio, quien, tras conseguir la aceptación de Lerroux al respecto, presentó el 9 de octubre un gobierno de concentración con presencia de políticos socialistas. El 16 de octubre, en el discurso de clausura de la Asamblea nacional de Acción Republicana, Azaña se reafirmó en su política llevada a cabo como presidente del gobierno y se mostró orgulloso de la revolución llevada a cabo en forma de diversos cambios de regímenes: político, familiar, religioso, etc. Con vistas a las elecciones de noviembre, Azaña buscó por todos los medios la coalición con los socialistas, sabedor que, de lo contrario, la derrota sería inevitable frente a la derecha.
Efectivamente, el 19 de noviembre de 1933 triunfó la coalición formada por el Partido Republicano Radical de Alejandro Lerroux y la Confederación Española de Derechas Autónomas (CEDA) de José María Gil-Robles. Azaña mantuvo su escaño de diputado gracias a que se había presentado por el distrito de Indalecio Prieto (en Bilbao), quien había mantenido, frente a las consignas de su partido, la coalición con los republicanos. El 16 de diciembre, Lerroux accedió a la presidencia del gobierno, con el apoyo de la CEDA de Gil-Robles, quien dejó claro desde el primer momento su futura aspiración a gobernar. Azaña, en distintas declaraciones públicas, se mostró muy crítico con las aspiraciones de la CEDA a gobernar, en tanto no mostrasen su fidelidad a la República, pues no aceptaba el que, por un lado, se hiciesen con el poder a través de los votos y que, por otro, y según él, tuviesen la pretensión de terminar con ese mismo sistema que se lo había posibilitado. En este sentido, subrayó con claridad la jerarquía de relevancias para el Estado de darse una situación crítica:

por encima de la Constitución, está la República, y por encima de la República, la revolución.

En otro orden de cosas, Azaña, en estos primeros meses de 1934, dedicó una atención casi exclusiva al asunto de la necesaria unión entre los partidos republicanos de izquierda, como única vía de arbitraje entre la polarización ya iniciada entre la derecha católica y el Partido socialista. En este contexto, se produjo la disolución de Acción Republicana para fusionarse con la Organización Republicana Gallega Autónoma y con el Partido Radical Socialista Independiente en la nueva formación llamada Izquierda Republicana, que nacería a principios de abril bajo la presidencia del propio Azaña. Desde su primer discurso en el cargo, dejó clara su repugnancia hacia aquellos republicanos que habían optado por aliarse con una derecha antirrepublicana para gobernar el país e, implícitamente, se desentendió de cualquier futura alianza con los primeros.
Más allá de esto, Azaña entró en un semirretiro político y regresó a la actividad literaria y editorial. De estas fechas son los libros Una política y En el poder y en la oposición, recopilaciones de discursos parlamentarios. Con todo, una pronta crisis gubernamental, que acabó con Lerroux como presidente, hizo volver a Azaña a la primera línea política, estableciendo sendas conversaciones con los republicanos de centro y derecha con el objeto de llevar a Alcalá Zamora la propuesta de un gobierno nacional de defensa republicana, con el objeto de reconducir la situación política disolviendo las Cortes. El presidente de la República no accedió y el asunto no llegó más allá de a la recomposición de las relaciones personales entre los distintos líderes republicanos de izquierda y centro-derecha. Azaña intentó de nuevo conseguir la coalición con los socialistas a efectos electorales, pero fue imposible, dada la animadversión de estos para con el sistema republicano, al que desde las páginas de El Socialista se consideraba un régimen no mejor que la monarquía.
El 30 de agosto, durante unas pequeñas vacaciones en Cataluña motivadas en buena medida por razones de seguridad personal (en Madrid se veía obligado a cambiar de domicilio frecuentemente para evitar atentados de elementos derechistas violentos), fue homenajeado con un banquete al que asistieron 1025 personas, al final del cual pronunció un discurso en el que analizó la situación política del momento. Fundamentalmente, expresó su queja porque la política hubiese caído en manos de pandillas políticas y expuso que la situación solo tenía dos posibles vías de escape, ligadas a su nueva ascensión a la presidencia del gobierno: el sufragio o la revolución. Eludió explícitamente la vía electoral, por suponer una derrota segura ante el centro-derecha dada la extrema división de la izquierda; en cuanto a la revolución, recordó, una vez más, que no se podría consentir un derribo del régimen republicano desde dentro. A primeros de octubre, el gobierno de Samper se rompió y Lerroux fue encargado para formar un nuevo gobierno, en el que incluyó a tres ministros de la CEDA. Casi inmediatamente, el gobierno de la Generalidad proclamó la República Federal Española y el Estado Catalán dentro de ella, proyecto en el que Azaña se negó a involucrarse por considerar que su fidelidad estaba con la Constitución y el Estatuto; también, a primeros de octubre se desarrolló una huelga general en toda España, en la que fueron especialmente graves los hechos acaecidos en Asturias. Simultáneamente, se empezaron a propagar rumores de una revuelta (ya en circulación desde finales de septiembre) y de la inminencia de la ascensión de Azaña a la presidencia de la República. Como consecuencia de todo ello, y de la presencia circunstancial de Azaña en Barcelona en donde se esperaba el inicio de esa revuelta, el 8 de octubre fue detenido por la autoridad militar.
Fue encarcelado en distintos barcos de la armada (el buque Ciudad de Cádiz y los destructores Alcalá Galiano y Sánchez Barcáiztegui), en los que fue interrogado varias veces por distintos jueces en relación con la rebelión en Barcelona, con un alijo de armas encontrado en el vapor Turquesa en la playa de San Esteban de Pravia y con unos contactos con ciudadanos portugueses, supuestamente para ayudarles en 1931 a preparar en Portugal algo parecido a la proclamación de la Segunda República en España. En el Ciudad de Cádiz estuvo en situación de prisión incomunicada, a pesar de lo cual su esposa Dolores se trasladó a la Ciudad Condal en tren bajo una intensa vigilancia policial y consiguió finalmente una breve entrevista con su marido bajo el pretexto de realizar una gestión notarial.
El 28 de diciembre, el Tribunal Supremo decidió sobreseer el procedimiento y lo puso en libertad. Azaña relataría estos hechos en su libro Mi Rebelión en Barcelona, donde, de paso, critica abiertamente a ciertos sectores del nacionalismo catalán a los que denomina antidemocráticos, autoritarios y demagógicos. Durante su reclusión se produjo una oleada de muestras de afecto hacia su persona en idéntica proporción a las críticas que recibió por parte de la derecha monárquica y católica. El resultado de ese enfrentamiento de apreciaciones sobre el personaje dio origen a una nítida división entre acérrimos partidarios (azañistas) y detractores del mismo, que perduraría en el tiempo y que simbolizarían en él la confrontación civil en ciernes, como el propio Azaña maliciaba ya en aquellos momentos. A principios de enero de 1935 resolvió con varios miembros del Consejo Nacional de Izquierda Republicana el mantener la identidad del partido y la fidelidad a la Constitución, e insistir en la necesidad de la unión entre los partidos republicanos con vistas a las siguientes elecciones. En esos primeros meses hubo de enfrentarse también a una acusación, que quedaría en nada, promovida por la CEDA y los radicales, que lo responsabilizaba de la venta de un cargamento de armas a los socialistas revolucionarios de Asturias.
El 20 de marzo pronunció un discurso en el Congreso en el que rompió toda posible relación política con Alcalá Zamora (al que responsabilizaba, en parte, de la crisis política por haber dado pábulo a rumores de toda índole) y apeló a la necesidad de una disolución de las Cortes y de una convocatoria de elecciones para salir de la delicada situación política del momento. A finales de mayo, con un multitudinario mitin en el campo de fútbol de Mestalla, en Valencia (calificado por el periódico El Sol como «el acontecimiento más importante de estos últimos tiempos»), inició una serie de actos públicos con el objeto de reivindicar la vigencia de la República y de la necesidad de la coalición entre los partidos afines a ella. Su éxito personal fue enorme y el mitin del campo de Comillas, entonces cerca de Madrid y hoy un barrio de la ciudad, que también concitó a una enorme multitud (de alrededor de medio millón de asistentes), fue incluso anunciado por el diario Pueblo, órgano del PCE; su rival político Gil-Robles afirmó que «jamás nadie, ni en España ni fuera, había logrado auditorio tan imponente». Sus discursos insistían en las ideas de siempre: política basada en la Constitución, y una Constitución, además, reformista en el orden social y fundada en el sufragio universal. Una de las primeras consecuencias de esta actividad fue el restablecimiento de las relaciones con Indalecio Prieto, hasta el punto de que este le invitó a un viaje junto a su mujer a Bélgica en el mes de septiembre. A su regreso a España, sin embargo, Largo Caballero mantuvo su negativa a cualquier coalición con los republicanos, ejemplificando la manifiesta ruptura entre su línea y la de Prieto. Con todo, una crisis gubernamental que parecía que iba a precipitar el acceso del líder de la CEDA al poder, llevó en noviembre a Largo Caballero a rectificar, aceptando la coalición planteada por Azaña, coalición solo de cara a las elecciones (nunca para el gobierno) y en la que deberían ir incluidos los sindicalistas y los comunistas. La gente bautizó la nueva coalición republicana de izquierdas como Frente Popular.

#### Presidente del Gobierno de nuevo

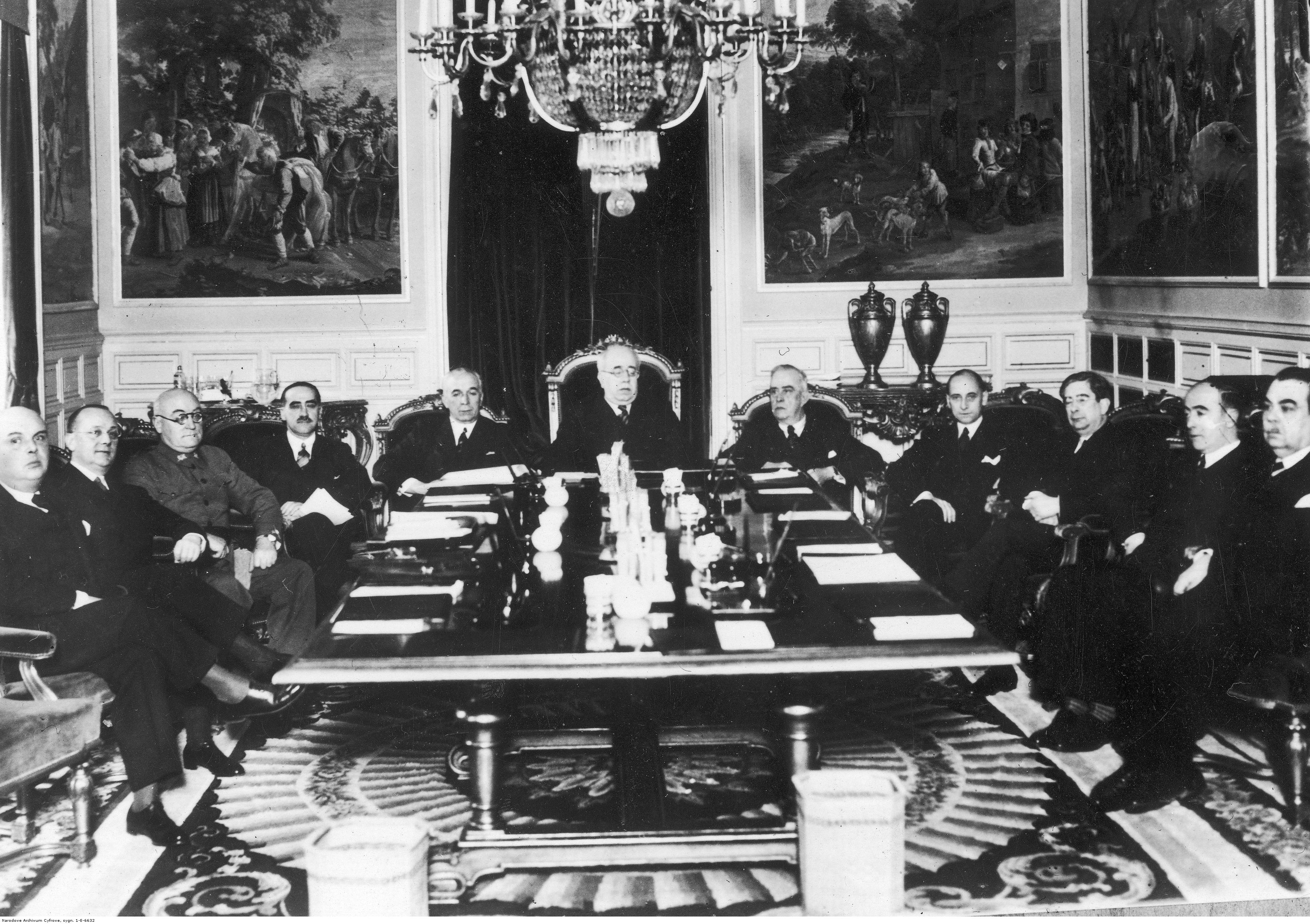
Gabinete del gobierno de Azaña, fotografiado en 1936.

El 16 de febrero de 1936 resultó vencedora esta coalición de partidos de izquierda por un ajustado número de votos, aunque en escaños la victoria fue rotunda. Inmediatamente, el presidente del Consejo, Manuel Portela Valladares, dimitió y Azaña se hizo cargo del gobierno sin que las Cortes se hubiesen llegado a constituir. Los mensajes de Azaña a la población fueron, constantemente, en la misma dirección:

tranquilizar los ánimos, asentar la democracia, aplicar lealmente el programa electoral, democratizar el ejército para evitar situaciones como las de las últimas horas [tras el triunfo del frente popular, hubo rumores de golpe de Estado], aprobar la amnistía [para los represaliados de la revolución de octubre], restablecer el orden, aplicar la ley.

El 19 de febrero de 1936 se formó el nuevo gobierno, que presentaba una coalición de Izquierda Republicana y Unión Republicana. Al tiempo que gestionaba la amnistía de presos antes citada y restablecía las relaciones con Cataluña anulando la suspensión del Estatuto, el estado de alarma que existía en el país le permitió encarcelar a la plana mayor de Falange Española por el atentado cometido por un falangista el 12 de marzo contra el vicepresidente de las Cortes, Luis Jiménez de Asúa (en el que moriría solo su escolta). A la tensión y violencia que se vivía en el país, Azaña contrapuso un discurso en las Cortes el 3 de abril en el que intentó calmar los ánimos, sobre todo ante la desorientación de los dos partidos con mayor representación parlamentaria y mayor seguimiento popular: la CEDA y el PSOE. El 15 de abril presentó su gobierno ante las Cortes, pero ya con la idea de acceder a la Presidencia de la República, en la creencia de que su popularidad le habilitaban más para ese cargo como árbitro que en la presidencia del gobierno. Por lo demás, desde ahí tenía también como objetivo el incorporar definitivamente a los socialistas al gobierno.
El 30 de abril fue elegido candidato único a la Presidencia de la República de todos los partidos que formaban el Frente Popular. Tras la destitución de Alcalá-Zamora (cuyo partido liberal-demócrata había sufrido un descalabro en las elecciones), fue elegido presidente de la República el 10 de mayo de 1936 con 754 votos de los 847 diputados y compromisarios, prometiendo el cargo al día siguiente.

#### Presidente de la República y guerra civil

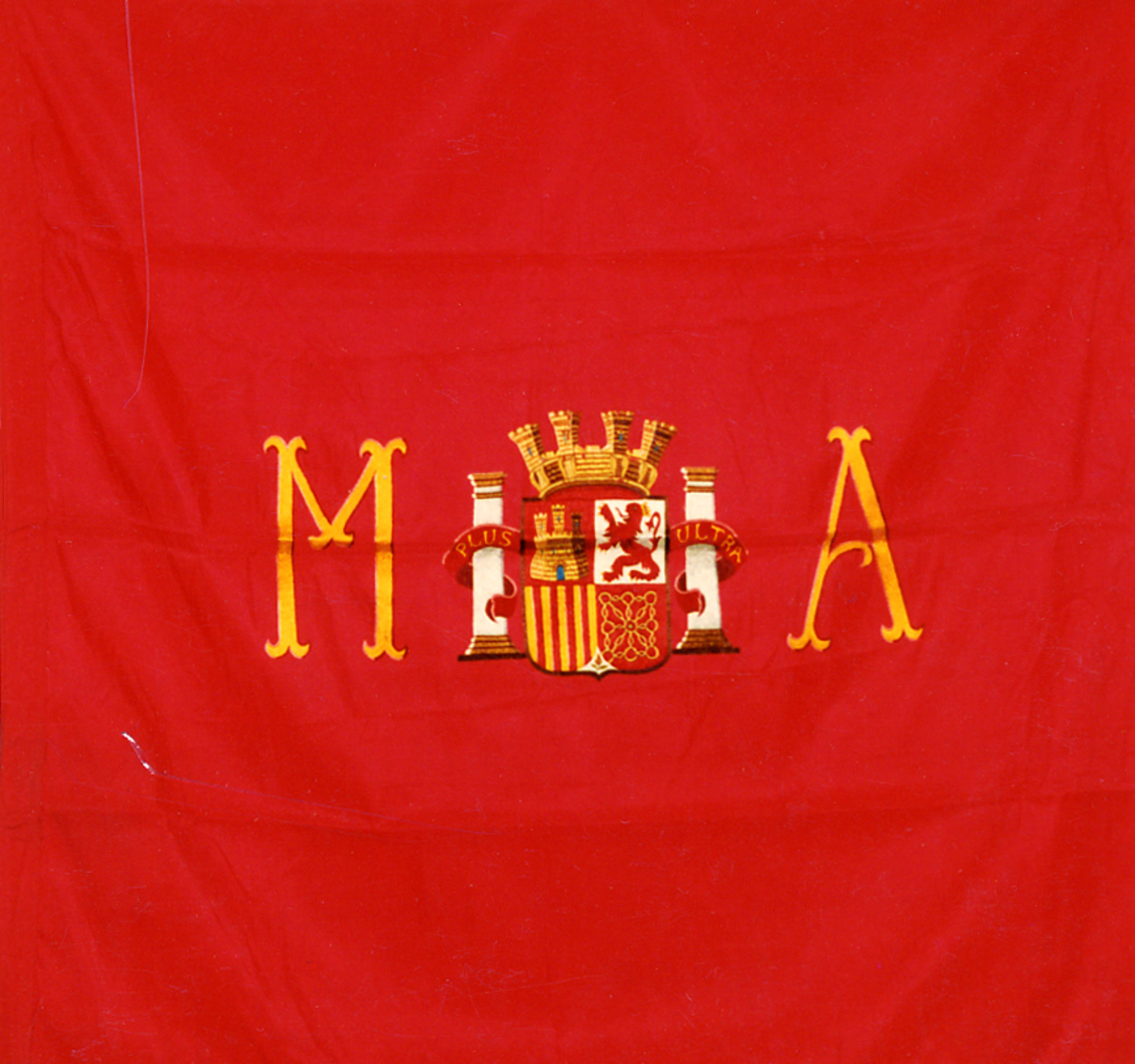
Estandarte presidencial de Manuel Azaña.

El nuevo jefe del Estado trasladó su residencia al palacio de la Quinta en el Pardo, hecho que pudo haberle costado la vida. Por entonces una mayoría de oficiales del regimiento de Transmisiones del Pardo estaban comprometidos en el alzamiento; entre ellos el capitán José Vegas Latapié, quien había planificado el secuestro de Azaña. Su hermano, el conspirador y propagandista antirrepublicano Eugenio Vegas Latapié, también estaba involucrado (de hecho ambos se adherirán a los golpistas dos meses más tarde), aunque al final el proyecto fue abortado.
Con el trasfondo de una conspiración militar en marcha y una movilización obrera y campesina, Azaña encargó la presidencia del gobierno a Santiago Casares Quiroga, que formó uno exclusivamente republicano, y entró en la dinámica institucional de su nuevo cargo, sin hacer mucho caso de todo lo que estaba fraguándose. Así, cuando el golpe de Estado se produjo, el gobierno se hundió casi inmediatamente. Casares Quiroga dimitió la tarde del 18 de julio y Azaña, desde el Palacio Nacional (actual Palacio Real, adonde había sido trasladado por seguridad), encargó rápidamente al presidente de las Cortes, Diego Martínez Barrio, que formase un gobierno que incorporase a elementos de la derecha y que no incorporase a comunistas. Sin embargo, el PSOE, por boca de Indalecio Prieto (pero siguiendo la estrategia de Largo Caballero), se negó a participar en tal gobierno. Con todo, el 19 por la mañana tenía formado un gobierno con miembros de Izquierda Republicana, Unión Republicana y el Partido Nacional Republicano (sin socialistas ni comunistas, por tanto).
Martínez Barrio llegó a hablar con algunos de los generales sublevados (Cabanellas y Mola), pero no hubo vuelta atrás. Además, tanto socialistas como anarcosindicalistas y comunistas, rechazaron también cualquier tipo de vuelta atrás y reclamaron las armas para hacer frente a la sublevación, negándose a reconocer al nuevo gobierno. Martínez Barrio dimitió el mismo día 19. Azaña reunió, entonces, a los partidos con el objeto de buscar una solución satisfactoria para todos. Largo Caballero supeditó la participación socialista al reparto de armas a los sindicatos y a la licenciación de todos los soldados. Azaña encargó entonces la formación del gobierno a José Giral, que formó uno exclusivamente republicano y que asumió el reparto de armas. El 23 de julio Azaña dirigió por radio una alocución al país en la que animó y agradeció su esfuerzo a los que defendían la República, reivindicando su legitimidad y condenando a sus agresores. Sin embargo, simultáneamente a estas exteriorizaciones,

quienes le habían visitado unas semanas antes y volvían ahora para charlas de nuevo con él comprobaron un rápido envejecimiento, una acusada palidez en su rostro, un evidente cansancio, un temblor de emoción en la voz cuando evocaba las atrocidades de los insurgentes y el sacrificio del pueblo, aunque hablara sin rencor y sin mostrar ningún ánimo de venganza.

A principios de agosto, al saber que Francia y el Reino Unido no iban a apoyar a la República con armas, Azaña se convenció de que no habría forma de ganar la guerra. El 22 de agosto la cárcel Modelo de Madrid fue asaltada por una multitud y resultaron asesinados varios amigos personales de Azaña, entre ellos Melquíades Álvarez. Como resultado de todo, al día siguiente Azaña se planteó dimitir, aunque Ángel Ossorio y Gallardo le ayudó finalmente a reconsiderar su intención. Por lo demás, un nuevo problema se hizo visible en España: la indisciplina, la fragmentación del poder y las ansias de revancha.
El desorden generalizado provocó que, a principios de septiembre, José Giral dimitiese y con él todo el gobierno. Giral recomendó un gobierno que, por su influencia en el pueblo, incluyese al sindicalismo; Azaña, a pesar de considerar a los sindicatos como los principales responsables del caos, terminó por aceptar al líder de la UGT, Largo Caballero, como presidente del gobierno. El nuevo gobierno de coalición estaba formado por socialistas, republicanos, comunistas y un miembro del PNV. Ante la proximidad del ejército de Franco a Madrid, el gobierno decidió que Azaña se trasladase de Valencia a Barcelona. Antes de marcharse pronunció un importante discurso en el Ayuntamiento de Valencia el 21 de enero de 1937 en el que dijo: «Nosotros hacemos la guerra porque nos la hacen». Seis meses después, el 17 de julio (primer aniversario del inicio de la guerra), pronunció otro discurso significativo en la Universidad de Valencia:

Tenemos que habituarnos otra vez unos y otros a la idea, que podrá ser tremenda, pero que es inexcusable, de que los veinticuatro millones de españoles, por mucho que se maten unos con otros, siempre quedarán bastantes, y lo que queden tienen necesidad y obligación de seguir viviendo juntos para que la nación no perezca.

A finales de octubre, estableció su residencia y despacho en el Palacio de la Ciudadela. Desde allí, en el mismo mes de octubre y previendo un difícil triunfo republicano, intentó, a través de los embajadores en Inglaterra y Bélgica, que se mediase ante los británicos para conseguir el final de la guerra y que así los españoles pudiesen decidir su futuro pacíficamente. Sin embargo, el ambiente favorable al levantamiento en ambos países dio al traste con el intento. El 2 de noviembre Azaña cambió su residencia al monasterio de Montserrat. Allí recibió la noticia de que Largo Caballero había concedido cuatro ministerios a la CNT, en parte gracias a un malentendido entre Azaña y Giral, que había mediado en el asunto. Azaña se molestó (contrario como era a encomendar a sindicatos cargos políticos), y le expuso al presidente su especial oposición a la presencia de ministros del FAI, pero no hubo vuelta atrás.
A lo largo de los siguientes meses, Azaña tuvo que resistir diferentes acometidas de su estado de ánimo ante los acontecimientos que se estaban desarrollando, pero resistió sin abandonar su cargo por diversas razones:

la primera fue su claro y contundente repudio a la rebelión, que definió desde el principio como una agresión sin ejemplo, como horrenda culpa, un «crimen no de lesa patria, sino de lesa humanidad», echando en cara a sus responsables el delito de haber desgarrado el corazón de la patria. Nunca encontró justificación ni explicación alguna para ese delito: «aunque hubiesen sido ciertos todos los males que se cargaban a la República no hacía falta la guerra. Era inútil para remediar aquellos males. Los agravaba todos, añadiéndoles los que resultan de tanto destrozo». La segunda (...) fue su respeto por los combatientes. (...) la tercera (...) es la causa misma de la República (...) la República era la ley, el orden, la convivencia, la democracia y a esos valores había entregado su vida.

Azaña vivió durante varios meses en reclusión y tristeza entre Montserrat y Barcelona, y al margen del Gobierno republicano. Finalmente, en diciembre del 36, Ángel Ossorio lo animó a acercarse a Valencia, a lo que Azaña accedió.
En enero de 1937 pronunció un discurso en el Ayuntamiento de Valencia en el que destacó que, aunque la guerra era, en su origen, un problema interno debido a la rebelión de una gran parte del ejército contra el Estado, por la presencia de fuerzas de distintos países se había convertido en un grave problema internacional. Y que España estaba luchando, por tanto, también por su independencia nacional. En este sentido, insistió en sus gestiones para que la firma de un cese de hostilidades facilitase la salida de las potencias extranjeras de España y, de paso, un restablecimiento de relaciones entre las partes en conflicto para, finalmente, llegar a un referéndum que aclarase el futuro.

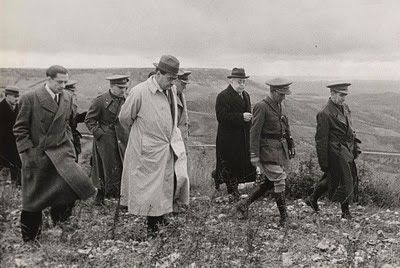
Manuel Azaña y Juan Negrín a las afueras de Barcelona en 1937, en aquel momento sede del Gobierno de la República Española.

De vuelta a Cataluña, se trasladó a vivir a Barcelona, aunque hizo frecuentes visitas a Valencia, donde tenía su sede el gobierno. Pensó en un plan, que comunicó a varios miembros del gobierno (el cual lo compartía en marzo de 1937), que consistía en el bloqueo de armas y de contingentes, y el reembarco de los combatientes extranjeros con una suspensión de armas, para la que sería necesaria la intervención del Reino Unido y de Francia; no recibió la atención necesaria por parte del gobierno y finalmente quedó en nada.
A principios de febrero de 1937 tenía también en mente que la única forma de reconducir la situación de fracaso en la guerra era conseguir sacar del gobierno a los sindicatos y dejarlo en una coalición de comunistas, socialistas y republicanos. El mismo Stalin hizo llegar su queja de que la guerra no se tomaba en serio y que no había disciplina militar. La insurrección anarquista en Barcelona de mayo recrudeció la separación entre Azaña y el gobierno de Largo Caballero, que se mantuvo bastante pasivo respecto de la revuelta, hasta el punto de que Azaña pensó otra vez en dimitir. Azaña, con todo, siguió, y posteriormente manejó una nueva crisis de gobierno con vistas a conseguir que Largo Caballero abandonase la presidencia del gobierno, lo que conseguiría gracias a la presión conjunta de socialistas y comunistas, y la aquiescencia de republicanos.
Aunque se esperaba que el sustituto fuese Indalecio Prieto, Azaña optó por Juan Negrín al no fiarse de los altibajos anímicos del primero y por parecerle este más apto para dirigir un gobierno de coalición, dadas sus relaciones correctas con todas las fuerzas políticas. Con todo, la razón decisiva fue entender que Negrín era el político más adecuado para intentar, una vez más, una salida a la guerra a través de la mediación internacional, que en el momento del cambio de presidente, mayo de 1937, tenían mejores perspectivas que en ocasiones anteriores. Sin embargo,

la propuesta de un plan de intervención de las potencias extranjeras que dejara la guerra en tablas (...) no entraba para nada en el horizonte de los mandos insurgentes ni de sus aliados eclesiásticos que, para entonces, ya habían redescrito el «alzamiento» como una «cruzada» que solo podría acabar con la liquidación y el exterminio del adversario.

Por esas fechas, Azaña se instaló en la Pobleta, una finca cerca de Valencia, donde inició lo que más tarde denominaría el Cuaderno de La Pobleta. Memorias políticas y de guerra, donde registró multitud de conversaciones con distintas personalidades del momento.

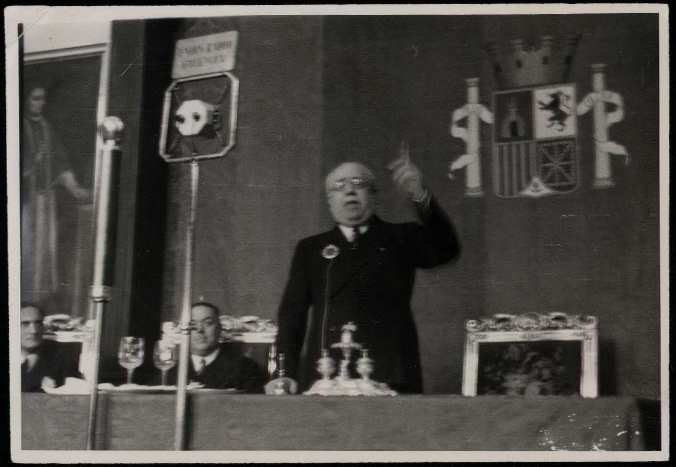
Azaña pronuncia su discurso del 18 de julio de 1937 en el paraninfo de la Universidad de Valencia.

Al nuevo gobierno le señaló las que consideraba prioridades del momento: la defensa del interior (con especial mención a Cataluña, donde era necesario restablecer la autoridad del gobierno) y no perder la guerra en el exterior. Respecto de esto último, en un nuevo discurso pronunciado el 18 de julio en Valencia, volvió a criticar abiertamente la pasividad del Reino Unido y Francia en relación con la guerra en España. En noviembre de 1937 se acercó a Madrid y en el ayuntamiento pronunció un nuevo discurso, ahora muy centrado en los aspectos morales de la guerra y en su realidad y consecuencias calamitosas para todos, algo que comprobó emocionado cuando, al día siguiente, visitó Alcalá.

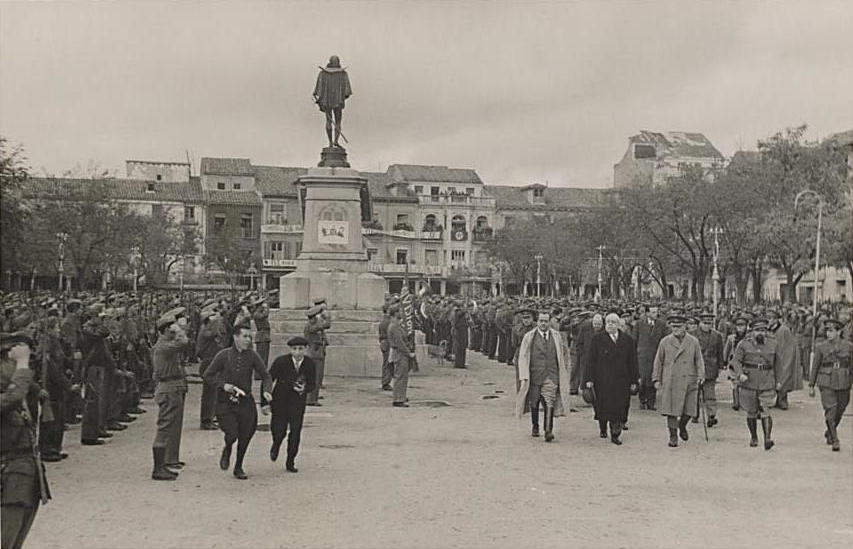
Manuel Azaña (acompañado de Juan Negrín y del general Miaja) pasa revista a las tropas acuarteladas en Alcalá de Henares, en noviembre de 1937.

En diciembre se trasladó otra vez a Cataluña, ahora cerca de Tarrasa, en la finca La Barata, junto, como siempre, a su mujer y sus colaboradores más cercanos. Insistió en el armisticio, pero ahora tanto el comité central del Partido Comunista como Franco expresaron su rechazo al mismo; por lo demás, el gobierno de Negrín tampoco parecía aceptar ya esa posibilidad. Tras la ofensiva sobre Teruel y el derrumbe del frente de Aragón, Franco llegó al Mediterráneo en abril de 1938. Azaña se reafirmó en su idea de la imposibilidad de ganar la guerra y que, por tanto, cualquier esfuerzo en la dirección de conseguir el triunfo militar estaba condenado al fracaso. Así, pues, la frustrada ofensiva de la República en el terreno militar, que obviaba la idea defensiva que propugnaba Azaña para forzar la intervención extranjera, terminó por hacer perder toda esperanza de que esta se llegase a producir.
A finales de febrero de 1938 había expuesto con claridad al embajador de Francia la necesidad de acabar con la guerra de inmediato. En este sentido, propuso que Francia y el Reino Unido se hiciesen con las bases navales de Cartagena y Mahón para equilibrar las que tenía el ejército de Franco en Ceuta, Málaga y Palma; la contrapartida sería la búsqueda de la paz en España. El corte de comunicaciones entre Barcelona y Valencia puso en un aprieto al gobierno, y Negrín hubo de pedir ayuda directamente a Francia el 8 de marzo. La situación empeoró en España y hubo de volver en una semana con una propuesta de mediación del gobierno francés. El gobierno de Negrín no consiguió ponerse de acuerdo en relación con ella, en parte porque el propio Negrín, por ejemplo, estaba convencido de la victoria, y fue rechazada el 26 de marzo. Azaña pensó en sustituir a Negrín al frente del gobierno, amparándose en las críticas que recibía por su relación con los comunistas, que había provocado en parte la salida de Prieto del gobierno, y la situación de la guerra en general. A primeros de abril, Azaña convocó al gobierno con la esperanza de poder salir de la misma con Negrín destituido, pero no fue posible. Su posición quedó, en fin, debilitada, hasta el punto de que Prieto hubo de convencerle de que no dimitiese

porque su dimisión lo desmoronaría todo; porque usted personifica la República que respetan los países no aliados de Franco.

Con todo, su desilusión era tan grande que a mediados de ese mismo mes envió un giro por valor de un millón de francos franceses a Cipriano de Rivas (que convertiría a dólares oro) para ir preparando el destierro de su familia en Francia. Para el primero de mayo se presentó una declaración de trece puntos firmada por el Gobierno de la unión nacional en la que se subrayaba como objetivos, entre otros, defender la independencia de España de toda potencia extranjera y establecer una República democrática, y anunciaba una gran amnistía para quienes quisiesen colaborar en ello.
El 18 de julio de 1938, en el edificio de las Casas Consistoriales de Barcelona, pronunció un célebre discurso en el que instaba a la reconciliación entre los dos bandos, bajo el lema Paz, piedad y perdón. El núcleo del discurso fue la expresión de su idea de cuál estaba siendo el daño más grave que la guerra estaba provocando en España:

un dogma que excluye de la nacionalidad a todos los que no lo profesan, sea un dogma religioso, político o económico, [al que opone] la verdadera base de la nacionalidad y del sentimiento patriótico: que todos somos hijos del mismo sol y tributarios del mismo arroyo.

Sobre los nacionalismos vasco y catalán declaró:

Y si esas gentes van a descuartizar a España, prefiero a Franco. Con Franco ya nos entenderíamos nosotros, o nuestros hijos, o quien fuere, pero estos hombres son inaguantables. Acabarían por dar la razón a Franco atribuyéndoselo a Negrín.

A finales de ese mes, mantuvo una conversación con John Leche, encargado de negocios británico, en la que ofreció la cabeza de Negrín y la salida de los comunistas del gobierno a cambio de una intervención británica imponiendo la suspensión de armas. La respuesta británica fue la que ya había sido hasta el momento: su política era la no intervención. La derrota en la batalla del Ebro precipitó los acontecimientos al hacer entrar en crisis continuada al gobierno. El 13 de enero de 1939 recibió Azaña un aviso del general Hernández Saravia en el que le pedía que se marchase de España. El 21 abandonó Tarrasa junto con su familia y diversos colaboradores, y se dirigió en primer lugar a Llavaneras y después al castillo de Peralada, adonde llegó el 24. Allí se enteraron de que Barcelona había sido tomada por el ejército de Franco. El 28 recibió la visita de Negrín y del general Rojo, el jefe de Estado Mayor, quien presentó un informe que planteaba un plan de rendición y un trasvase de poderes entre militares. Azaña le pidió a Negrín, que parecía estar de acuerdo, que reuniese al gobierno para tomar una decisión. Sin embargo, dos días después el presidente del gobierno regresó, pero haciendo notar a Azaña que su idea era seguir resistiendo hasta el final.
Una vez que el gobierno francés abrió paso a civiles y militares por la frontera, entre el 28 de enero y el 5 de febrero, Azaña, su familia y sus colaboradores se dirigieron hacia ella. Se desviaron de la carretera principal hacia La Bajol y allí se reunió con Jules Henry el 4 de febrero para comunicarle que no estaba de acuerdo con la decisión de Negrín de continuar la resistencia; insistió, una vez más, en la necesidad de que Francia e Inglaterra, con el apoyo de Estados Unidos, interviniesen en el final, presentando un plan de paz a Franco que, básicamente, facilitase el trato humanitario a los vencidos, incluidos los dirigentes políticos y militares de la República. Negrín no aceptó porque, independientemente de su insistencia en continuar la guerra, entendía que Franco no aceptaría nunca ese tipo de paz.
Ese mismo día 4, Negrín le comunicó personalmente que era decisión del gobierno que Azaña se refugiase en la embajada de España en París hasta poder organizar su regreso a Madrid. Azaña dejó claro que, tras la guerra, no había vuelta posible a España.
El 5 de febrero reanudaron el viaje hacia el destierro. En total, eran unas veinte personas, yendo los de más edad en coches de la policía. Antes de llegar a lo alto de un puerto, uno de los coches se estropeó e, impidiendo el paso a los demás, obligó a continuar el camino a pie, llegando al amanecer. Atravesaron la frontera por el puesto de aduana; iban, entre otros, Azaña, su esposa, Negrín, José Giral, Cipriano de Rivas y Santos Martínez. Descendieron hacia Maureillas-las-Illas por una barrancada helada.

### Dimisión y muerte en el exilio
Desde Maureillas-las-Illas viajaron a Collonges-sous-Salève, adonde llegaron el día 6 de febrero para instalarse en La Prasle, una casa que su cuñado, Cipriano de Rivas Cherif, y mujer, Carmen Ibáñez Gallardo, habían alquilado el verano del 38. Desde allí, le confirmó al embajador en Francia, Marcelino Pascua, que llegaría el día 8 a París, donde estaría varios días.
El 12 le presentó su renuncia el general Rojo y el 18 Negrín le envió un telegrama instándole a que, como presidente, debía volver a España. Azaña, sin embargo, tenía claro que no iba a volver, como tenía claro que presentaría su dimisión en cuanto Francia y el Reino Unido reconociesen al gobierno autárquico de Franco. Así, pues, regresó a Collonges el 27 de febrero (dos días después de que se diese el visto bueno al establecimiento de relaciones diplomáticas con España) y desde allí envió la carta de dimisión al presidente de las Cortes.

El reconocimiento de un Gobierno legal en Burgos por parte de las potencias, singularmente Francia e Inglaterra, me priva de la representación jurídica internacional para hacer oír de los Gobiernos extranjeros, con la autoridad oficial de mi cargo, lo que no es solamente dictado mi conciencia de español, sino el anhelo profundo de la inmensa mayoría de nuestro pueblo. Desaparecido el apartado político del Estado, Parlamento, representaciones superiores de los partidos, etc., carezco, dentro y fuera de España, de los órganos de Consejo y de acción indispensables para la función presidencial de encauzar la actividad de gobierno en la forma que las circunstancias exigen con imperio. En condiciones tales, me es imposible conservar ni siguiera nominalmente mi cargo al que no renuncié el mismo día que salí de España porque esperaba ver aprovechado este lapso de tiempo en bien de la paz.

El 31 de marzo, en una reunión de la Diputación Permanente del Congreso de los Diputados en París, Negrín criticó duramente la decisión de Azaña de no volver a España, calificándolo casi de traidor, palabras que, al menos, fueron respaldadas por Dolores Ibárruri.
El comentario de Azaña sobre esas declaraciones, conocido a través de una carta a Luis Fernández Clérigo, se produjo el 3 de julio y fue en la dirección de insistir en lo ya expuesto en otras ocasiones: la ilegitimidad intrínseca del nuevo régimen frente a la legitimidad republicana, que se basaba no en la supervivencia de las instituciones en el exilio sino en el haber sido elegidas por el pueblo español, algo a lo que habría que terminar por volver. Por lo demás, decidió apartarse de toda actuación política personal convencido de que sería completamente inútil. En su opinión, lo que había que intentar hacer era no tanto la República, sino la emoción nacional que esta representaba, siendo así que lo más importante era recuperar las condiciones para que los españoles pudiesen elegir libremente el régimen que deseasen.
Aislado, pues, de lo político, intentó centrarse en su labor intelectual y decidió publicar una versión retocada de los diarios de 1937 con el título de Memorias políticas y de guerra. Los cuadernos de La Pobleta y su obra dialogada La velada en Benicarló. Solo esta segunda llegó a publicarse en agosto de 1939 en Buenos Aires. También empezó una serie de artículos sobre la guerra en la revista The World Review, pero que no tendría continuidad porque el inicio de la Segunda Guerra Mundial desplazó el interés periodístico hacia esta. En su primer artículo, Azaña insistió en dos de sus ideas más frecuentes en lo relativo a la guerra: en responsabilizar a la política franco-británica del descalabro de la República, responsables también, por omisión, de la intervención de la Unión Soviética en España; y en la necesidad que había de resistir no para vencer, según el lema popularizado por Negrín, sino para obligar al enemigo a terminar negociando.
Entre abril y diciembre de 1939, la presión del nuevo embajador de España en Francia, José Félix de Lequerica, terminó por causar sus efectos, pero más en España que en Francia. Allí se decidió aplicar a Azaña la ley de 9 de febrero de responsabilidades políticas (LRP), para lo cual el juez instructor hubo de recabar diversos informes de varias partes. Es en estos informes donde se expone por primera vez de una forma nítida la visión que de Manuel Azaña quiso popularizar el nuevo régimen: enemigo del ejército, la religión y la patria, pervertido sexual, masón y marxista. La consecuencia del auto fue el embargo de todos sus bienes (incautados por Falange Española, previamente) y una multa de cien millones de pesetas. El 28 de abril de 1941, el tribunal provincial de la LRP propondrá al Consejo de Ministros que el expresidente de la extinta República (ya fallecido) fuese incluso despojado de la nacionalidad española (en virtud del artículo 10 de dicha ley).
Azaña permaneció en Collonges hasta el 2 de noviembre, cuando ante el temor de que Francia fuese invadida por Alemania, se tuvo que mudar a Pyla-sur-Mer, cerca de Burdeos, instalándose en la villa L'Éden con su mujer y cuñados, entre otros.
A principios de enero de 1940, presentó síntomas gripales que ya había manifestado el verano anterior. Los médicos, sin embargo, descubrieron una gravísima afección aórtica con considerable dilatación del corazón y varios problemas en el sistema cardiaco. Hasta mayo, su salud fue muy delicada:

Pasaba las horas sentado día y noche en un sillón de orejas, sufriendo espasmos y continuos ataques de tos, escupiendo sangre, sin poder hablar, sin fuerza para llevarse nada a la boca, sin sueño, sin dormir, lleno de alucinaciones, descansando gracias a buenas dosis de calmantes que no suprimían un permanente estado de nerviosismo e inquietud.

Ya mejorado, recibió a principios de junio a Miguel Maura, quien le propuso reconocer al gobierno de Franco a cambio de una amnistía general. Azaña consintió, pero expresó también sus dudas acerca de que Franco accediese a algo así. Finalmente, la propuesta no llegó a plantearse.
En las semanas siguientes, la presión del nuevo régimen provocó los primeros movimientos para que los exiliados buscasen la salida hacia México y otros destinos seguros. El 19 de junio Negrín se desplazó en coche e invitó personalmente a Azaña y su familia, incluidos su mujer y su cuñado, a escapar desde Burdeos en un barco mercante hacia Gran Bretaña (cuyo embarque estaba inicialmente fijado para la madrugada del día siguiente). Su estado de salud impidió a Azaña aceptarlo. Según el testimonio del secretario particular de Azaña, Negrín fue la única persona que se interesó en aquellas circunstancias por el destino del expresidente republicano, quien quedó conmovido por la visita: «Ya ha hecho usted con venir, más que muchos amigos».
El 25 de junio, acompañado de su mujer, del doctor Felipe Gómez-Pallete y Antonio Lot, fue trasladado a Montauban en ambulancia a la zona libre francesa, para escapar de los alemanes. Allí se instaló en un pequeño piso del doctor Cave, que había sido alquilado como refugio de exiliados españoles.
Con media Francia ocupada por el ejército alemán y otra media bajo administración del gobierno de Pétain, el 10 de julio fue detenida por la Gestapo, ayudada de miembros de Falange, toda su familia y allegados que se habían quedado en Pyla-sur-Mer, siendo deportados inmediatamente.

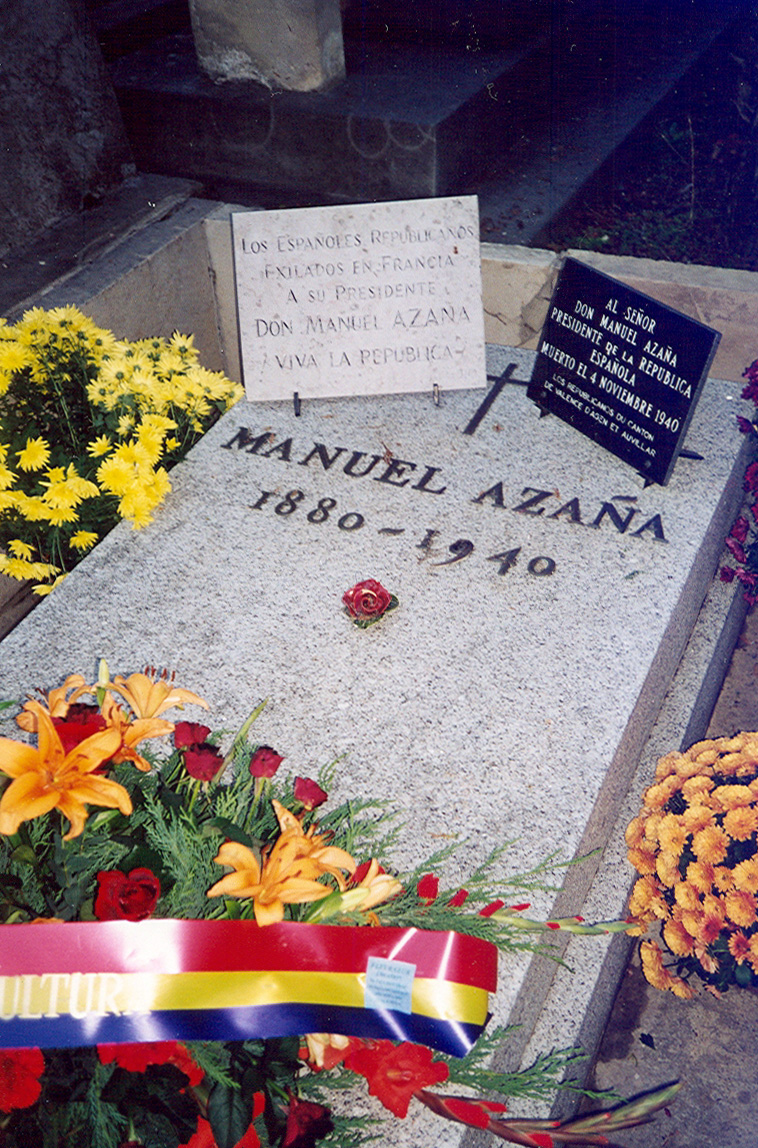
Tumba de Manuel Azaña en el cementerio urbano de Montauban.

Azaña se resintió del hecho y sufrió un amago de ataque cerebral. El 20 de julio se difundió una orden por la que se disponía que se le negase el visado de salida de Francia a los antiguos dirigentes republicanos españoles.
La llegada a Montauban de un grupo de falangistas puso sobre alerta al grupo de Azaña; el embajador de México, Luis I. Rodríguez, alquiló unas habitaciones en el Hotel du Midi, adonde fue trasladado Azaña el 15 de septiembre.
El día 16 sufrió un grave infarto cerebral que le afectó al habla y le provocó parálisis facial. Un mes después, parecía sin embargo estar bastante recuperado, hasta el punto de que el nuevo obispo de Montauban, Pierre-Marie Théas, que acababa de intervenir para lograr la conmutación de la pena de muerte recientemente impuesta a Cipriano de Rivas, se acercó hasta el hotel para conocerlo. Surgiría una amistad entre ambos, que llevaría a Azaña a morir finalmente reconciliado con la fe católica. Con todo, a finales de octubre sufrió una nueva recaída de la que ya no se podría recuperar:

Pasadas las diez de la noche del día 3 de noviembre, viéndole morir y angustiada por su soledad en aquel dolor, Dolores de Rivas encargó a Antonio Lot que llamara a Saravia y [una] monja, soeur Ignace, que cumpliendo sus deseos volvió un poco más tarde acompañando al obispo.
Y así, en el momento de su muerte, (...) a las doce menos cuarto de la noche, rodeaban a Manuel Azaña (...) su mujer, Dolores de Rivas Cherif, el general Juan Hernández Saravia, el pintor Francisco Galicia, el mayordomo Antonio Lot, el obispo Pierre-Marie Théas y la monja Ignace.

El entierro tuvo lugar el día 5. Sus restos fueron depositados en el cementerio de Montauban (Trapeze Q, Section 7). La elección de la lápida del presidente republicano fue dispuesta por su esposa: «una simple lápida de piedra con dos cipreses a la cabecera, y en la piedra una cruz de bronce sobre la inscripción: Manuel Azaña, 1880-1940».

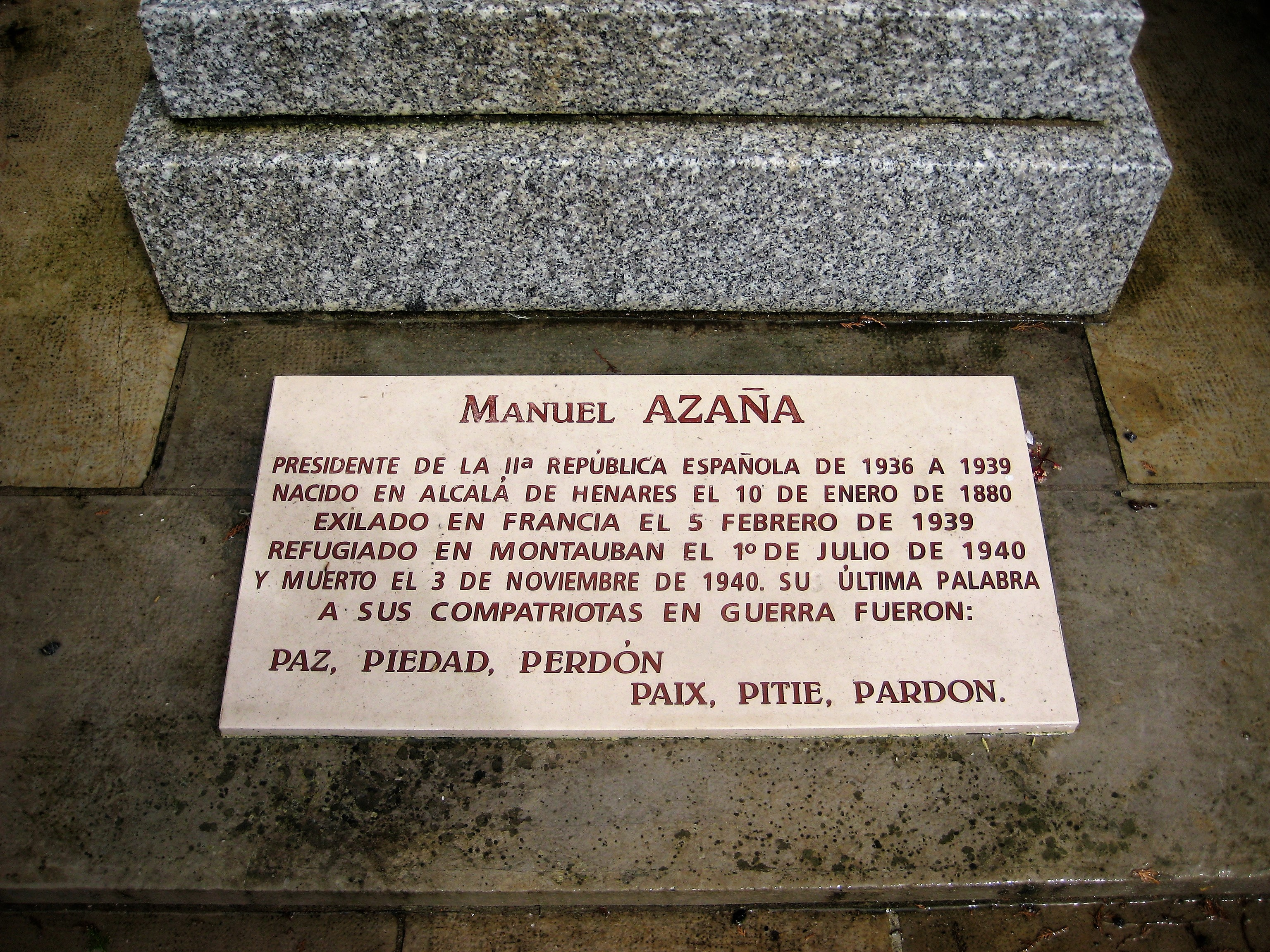
Placa a los pies de la tumba de Manuel Azaña.

El mariscal Pétain prohibió que se le enterrara con honores de jefe de Estado: solo accedió a que fuera cubierto su féretro con la bandera española, a condición de que esta fuera la bicolor rojigualda tradicional y de ninguna manera la bandera republicana tricolor. El embajador de México decidió entonces que fuera enterrado cubierto con la bandera mexicana. Según explica en sus memorias, Rodríguez le dijo al prefecto francés:

Lo cubrirá con orgullo la bandera de México. Para nosotros será un privilegio, para los republicanos una esperanza, y para ustedes, una dolorosa lección.

## Reconocimiento

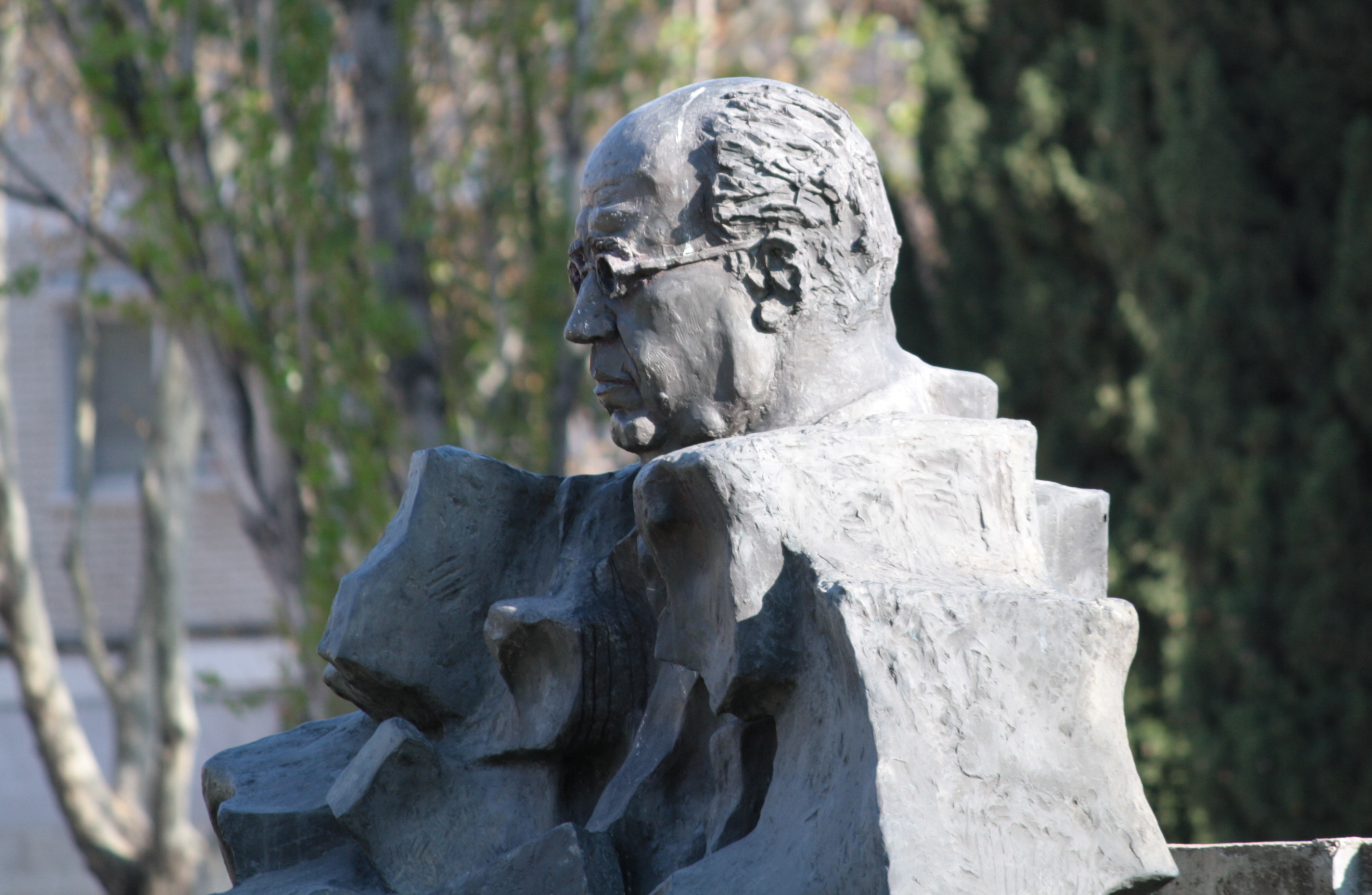
Escultura de Manuel Azaña en Alcalá de Henares.

Conmemorando el primer centenario del nacimiento de Manuel Azaña, el 10 de enero de 1980, se colocó una lápida honorífica en la fachada de su casa natal, en la calle de la Imagen de Alcalá de Henares. Además, tiene dedicadas, en su memoria, una calle desde 1979 y una glorieta desde 2016. En esta última, se erige, desde 1994, una escultura en bronce de José Noja (previamente ubicada en un auditorio al aire libre, desde el 22 de mayo de 1987).
Desde 2010 se celebran unas «Jornadas sobre la vida y obra de Manuel Azaña» promovidas por el Foro del Henares, con la colaboración del Ayuntamiento de Alcalá de Henares, la Universidad de Alcalá, la Fundación General de la Universidad de Alcalá, la Fundación Francisco Largo Caballero y el Instituto Cervantes.
El 28 de noviembre de 2011 el presidente del Congreso de los Diputados, el socialista José Bono, presidió el acto de colocación de un busto de Azaña en el vestíbulo del edificio de las Cortes, justo detrás de la puerta de los leones, y enfrente de una estatua de Isabel II. «Se trata de un gesto de reconciliación que incluye el claro simbolismo de que en el salón más noble del Parlamento figuren una reina de España y un presidente de la República», afirmó José Bono. El busto, obra del escultor Evaristo Bellotti era una donación de una de las dos fracciones, enfrentadas en disputas judiciales, de Izquierda Republicana (IR), que se consideran herederas del partido de Azaña, ahora integrado en Izquierda Unida, y la decisión había sido aprobada por todos los grupos parlamentarios.
Pero tras las elecciones de noviembre de 2011 que ganó el Partido Popular con mayoría absoluta, el nuevo presidente del Congreso de los Diputados, Jesús Posada, gracias al apoyo de su propio partido, el Partido Popular, y de CiU y el PSOE, decidió en mayo de 2012 trasladar el busto de Azaña al otro lado de la Carrera de San Jerónimo en la tercera ampliación del Congreso, concretamente en el patio de operaciones, sin ningún carácter institucional ni simbólico, a pesar de las protestas de la contemporánea Izquierda Republicana (IR), donante del busto, y de Izquierda Unida, cuyo portavoz Gaspar Llamazares declaró que ni siquiera se les había informado del traslado. Celia Villalobos, diputada del PP y vicepresidenta del Congreso de los Diputados, consultó a los diferentes grupos políticos la disposición del cambio, mostrándose la cámara mayoritariamente favorable al traslado. Finalmente el busto fue de nuevo movido dentro del congreso y puesto junto al del expresidente republicano Niceto Alcalá-Zamora.

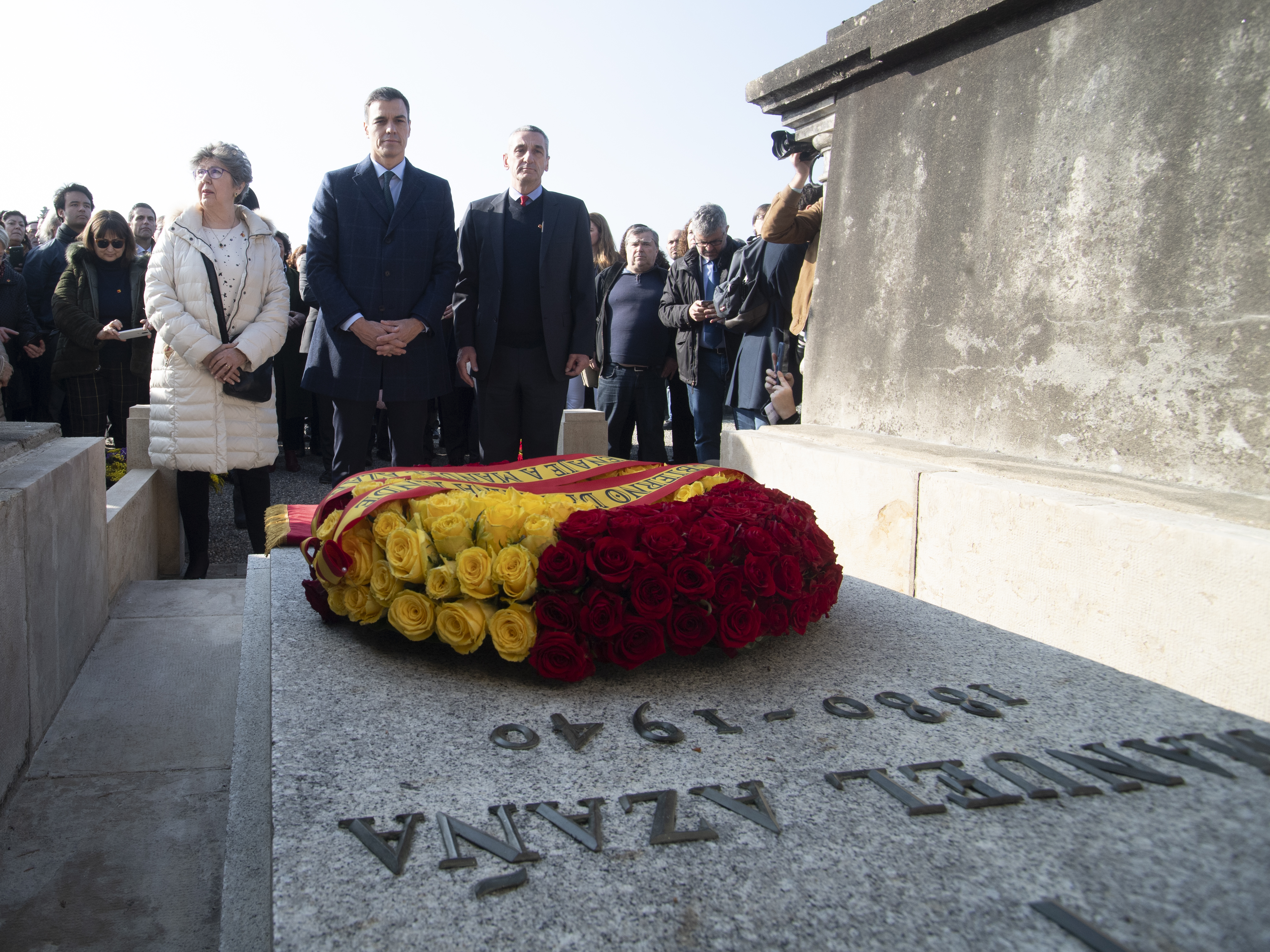
Pedro Sánchez asistiendo a un homenaje a Azaña en Montauban (febrero de 2019)

En febrero de 2019 el presidente de Gobierno de España, Pedro Sánchez (PSOE), visitó la tumba de Manuel Azaña para realizar un homenaje al político republicano. Se trató de la primera visita realizada por parte de un presidente español. Para rendir homenaje, se realizó una ofrenda floral y se descubrió una placa con la leyenda «El Gobierno de España, con motivo del 80 aniversario del exilio republicano español, rinde homenaje a D. Manuel Azaña, presidente de la II República, fallecido en el exilio».
El 15 de marzo de 2021, se produjo una visita histórica al sepulcro de Manuel Azaña, en la que por primera vez acudían al lugar de forma conjunta los entonces presidentes del gobierno de España y de la República Francesa respectivamente: Pedro Sánchez y Emmanuel Macron. En esta cita, enmarcada en la vigésimo sexta cumbre hispanofrancesa y acaecida todavía en el contexto de la pandemia de coronavirus, Macron quiso rendir homenaje asimismo a «los muy numerosos republicanos españoles que se refugiaron en Francia al final de la Guerra Civil y que, en muchos casos, se unieron a la resistencia francesa y contribuyeron a la liberación de Francia»; poniendo en valor de esta forma al exilio español republicano, vigente todavía en el país en figuras tan relevantes como la alcaldesa de París en ese momento, Anne Hidalgo.

## Escritos

### Obras completas
- Obras completas. Edición y prólogos de Juan Marichal. México: Oasis, 4 vols., 1966-1968.
- Obras completas de Azaña. Madrid: Ediciones Giner, 4 vols. 1990
- Obras completas de Manuel Azaña. 8 tomos. Edición de Santos Juliá. Madrid: Centro de Estudios Políticos y Constitucionales, 2007, 7 vols.

### Obras
- La libertad de asociación. Discurso leído por D. Manuel Azaña en la Academia de Jurisprudencia. Madrid: Hijos de M. Hernández, 1902.
- El problema español. Conferencia pronunciada por D. Manuel Azaña Díaz el 4 de febrero de 1911. Alcalá de Henares: Casa del Pueblo, ed. facsímil de 1987.[82] Hay ediciones modernas con el título El problema español y Apelación a la República. Madrid: Aguilar, 1990 y El problema español y Un año de dictadura, al cuidado de V. A. Serrano y J. M. San Luciano, Madrid: Edascal, 1980.
- Estudios de política francesa contemporánea. La política militar, Madrid: Calleja, 1919.
- La Pluma. Revista Literaria, redactada por Manuel Azaña y Cipriano Rivas Cherif. Madrid, 1920-1923. Edición facsimilar. Liechtenstein: Topos Verlag AG Vaduz, 1980.
- Vida de Juan Valera, 1926.
- El jardín de los frailes (novela autobiográfica), Madrid: Compañía General de Artes Gráficas, 1926. Hay ediciones modernas (Madrid: Ediciones Albia, 1977; Madrid: Alianza Editorial, 1980 y Madrid: Diario El País, 2003.
- La novela de Pepita Jiménez, Madrid: Cuadernos literarios, 1927.
- La Corona. Drama en tres actos. Madrid: Artes Gráficas, 1930; 2.ª ed. Madrid: Rivadeneyra, 1932.
- Tres generaciones del Ateneo. Discurso leído por D. Manuel Azaña el 20 de noviembre de 1930. Madrid: Sáez Hermanos, 1930.
- Una política (1930-1932). Madrid: Sáez Hermanos, 1932.
- Plumas y palabras (ensayos), Madrid: C.ía Iberoamericana de Publicaciones, 1931; reeditado en Barcelona: Editorial Crítica, 1976.
- La invención del Quijote y otros ensayos. Madrid: Espasa Calpe, 1934; hay edición moderna de Andrés Trapiello, Madrid: Asociación de libreros de lance. Homenaje a Miguel de Cervantes en el IV Centenario de la publicación del Quijote, 2005.
- En el poder y en la oposición (1932-1934). Madrid: Espasa Calpe, 1934.
- Grandezas y miserias de la política. Conferencia en «El Sitio», de Bilbao, el 21 de abril de 1934. Madrid: Espasa Calpe, 1934.
- Discursos en campo abierto. Madrid: Espasa-Calpe, 1936.
- Azaña en León. Texto íntegro del mitin pronunciado en el Teatro Principal el 12 de febrero de 1936. León: Asociación Manuel Azaña y Fundación Vela Zanetti, 2001.
- Al año de guerra. Discurso pronunciado por... en el Paraninfo de la Universidad de Valencia el día 18 de julio de 1937. Valencia: Ediciones Españolas, 1937.
- La velada en Benicarló. Diálogo de la guerra de España, manuscrito de 1937, publicado en Buenos Aires en 1939 por Editorial Losada y en España en Pozuelo de Alarcón: Espasa-Calpe, 1981; y Madrid: Editorial Castalia, 1981. En 1939 apareció en francés, La veillée à Benicarlo, versión de Jean Camp, París, [s. n.]; y en italiano, La Veglia a Benicarlo, versión de Leonardo Torino, Leonardo Sciascia y Salvatore Girgenti, con prefacio del segundo, en 1967.
- Estudios sobre Valera. Prólogo de Juan Marichal, Madrid: Alianza, 1971.
- Defensa de la Autonomía de Cataluña. Barcelona: Undarius Editorial, 1977.
- Causas de la guerra de España, prólogo de Gabriel Jackson. Barcelona; Crítica, 1986; hay edición francesa traducida por Sylvie Koller y con prólogo también de G. Jackson, en Rennes: Presses Universitaires de Rennes, 1999.
- Fresdeval (novela inacabada), edición de Enrique de Rivas y estudio preliminar de José María Marco, Valencia: Pre-Textos, 1987. ISBN 84-85081-84-6. ISBN 978-84-85081-84-4
- Cartas inéditas (1917-1935) Manuel Azaña - Cipriano de Rivas Cherif. Valencia: Editorial Pre-Textos, 1990.
- Apuntes de memoria: guerra civil: mayo de 1936-abril 1937, diciembre de 1937-abril 1938 (inéditos); Cartas: 1938-1939-1940, edición de Enrique de Rivas, 2 vols., Valencia: Editorial Pre-Textos, 1990.
- Diarios completos: Monarquía, República, Guerra civil, introducción de Santos Juliá, Barcelona: Crítica, 2000.
- Discursos parlamentarios, edición y estudio preliminar de Javier Paniagua Fuentes, Madrid: Congreso de los Diputados, 1992.
- Discursos políticos: discursos, 1911-1938. La oratoria perdida, ed. al cuidado de Santos Juliá Díaz. Barcelona: Editorial Crítica, 2004.
- «Discursos de Manuel Azaña» en Política. De la cárcel al poder. Ed. de Isabelo Herreros, Madrid: Editorial Eneida, 2009.
- Memorias políticas y de guerra, Barcelona: Ed. Grijalbo, 1996 ISBN 84-253-2931-0
- Diarios, 1932-1933: los cuadernos robados, Barcelona: Editorial Crítica, 1997 ISBN 84-7423-868-4. Otra edición al cuidado de Santos Juliá, con transcripción de Carlos Álvarez Ramiro y Emilio Bayón, Barcelona: Círculo de Lectores, 1999.
- Adiós al porvenir (Carta a Ángel Ossorio), ilustrado por Manuel Flores, Valencia: Editorial Media Vaca, 2016. ISBN 978-84-943625-4-5.
- Paseos por mi jaula: Páginas escogidas del Diario (1931-1939), Árdora Ediciones, Madrid, 2022.

## Filmografía
| Año  | Película                    | Director            | Intérprete   | Premios                        |
| ---- | --------------------------- | ------------------- | ------------ | ------------------------------ |
| 2008 | Azaña, cuatro días de julio | Santiago San Miguel | Jordi Dauder | Gaudí al mejor actor principal |

### Discursos de Azaña en fonotecas
- Recepción al primer ministro francés Edouard Herriot en la Fonoteca de Radio.
- Último discurso (pronunciado el 18 de julio de 1938 en la Casa de la Ciudad de Barcelona)
  - Discurso completo
  - Primera parte
  - Segunda parte
  - Tercera parte
  - Cuarta parte
  - Quinta parte
  - Sexta parte
  - Séptima parte

- Datos: Q203708
- Multimedia: Manuel Azaña / Q203708
- Citas célebres: Manuel Azaña
- Textos: Autor:Manuel Azaña